# 7. Juni
Der 7. Juni ist der 158. Tag des gregorianischen Kalenders (der 159. in Schaltjahren), somit verbleiben 207 Tage bis zum Jahresende.

## Ereignisse

### Politik und Weltgeschehen
- 1002: Viereinhalb Monate nach dem Tod Ottos III. wird der bayerische Herzog Heinrich IV. als dessen Nachfolger zum König des Ostfrankenreichs gekrönt; er geht als späterer Kaiser Heinrich II. in die Annalen ein.

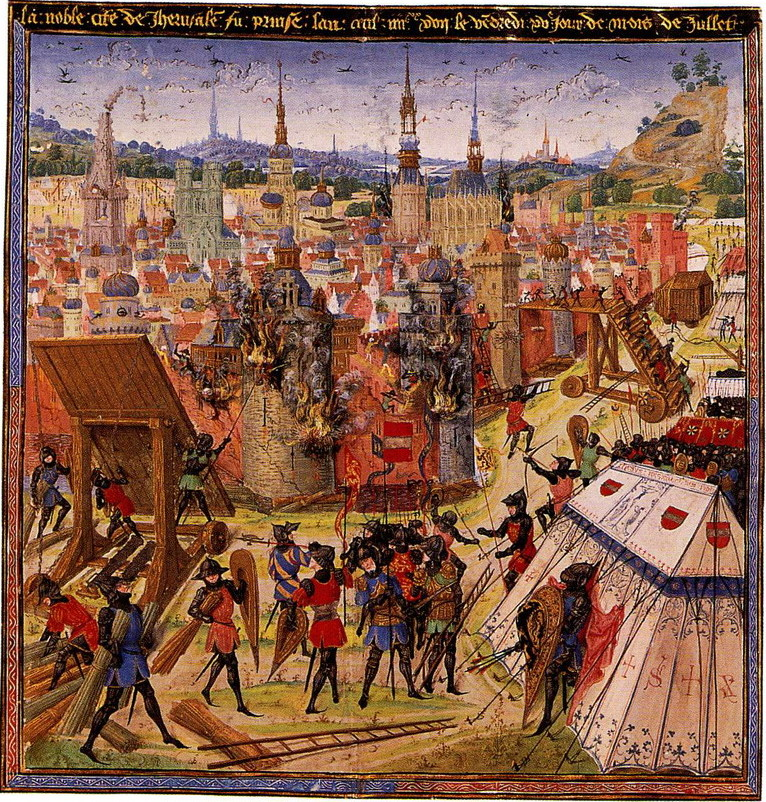
1099: Belagerung Jerusalems

- 1099: Das Heer des Ersten Kreuzzugs beginnt die Belagerung Jerusalems.
- 1424: In der Schlacht bei Maleschau in Böhmen in den Hussitenkriegen behalten die radikalen Orebiten unter Jan Žižka die Oberhand gegenüber einem Heer der gemäßigten Prager Utraquisten, das auch die Unterstützung katholischer Adliger hat.

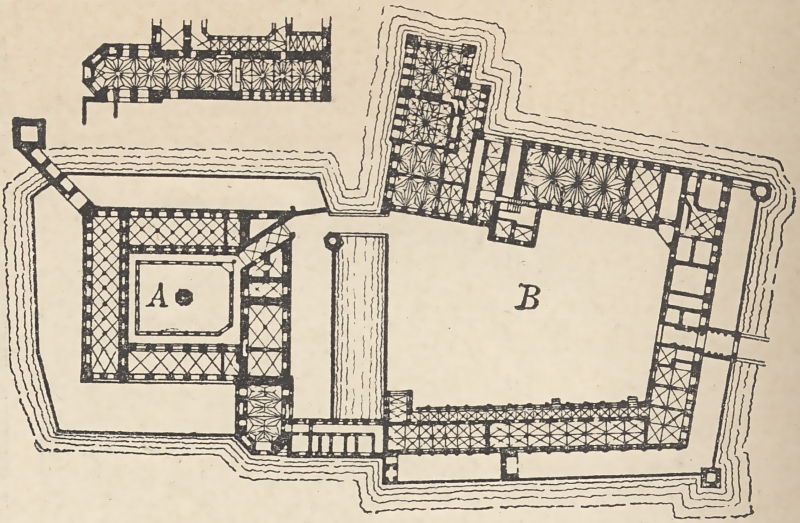
1457: Grundriss der Marienburg

- 1457: Der polnische König Kasimir IV. Andreas zieht in die durch Kauf erworbene Ordensburg Marienburg ein. Der Hochmeister des mit ihm verfeindeten Deutschen Ordens flieht nach Königsberg.
- 1494: Im Vertrag von Tordesillas teilen die beiden Seemächte Portugal und Spanien die Neue Welt in Interessenzonen.
- 1576: Der englische Entdecker Martin Frobisher bricht mit drei Schiffen von London aus zu seiner ersten Entdeckungsreise auf der Suche nach der Nordwestpassage auf, bei der er unter anderem die Frobisher-Bucht entdecken wird.

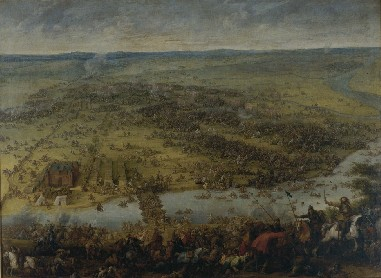
1639: Schlacht von Diedenhofen

- 1639: In der Schlacht bei Diedenhofen bezwingen im Dreißigjährigen Krieg die kaiserlichen Truppen unter Ottavio Piccolomini die von Manassès de Pas, Marquis de Feuquières, befehligten Franzosen. Das französische Belagerungsheer vor Diedenhofen wird dabei vollständig aufgerieben.
- 1654: Ludwig XIV. wird zum König von Frankreich gekrönt.

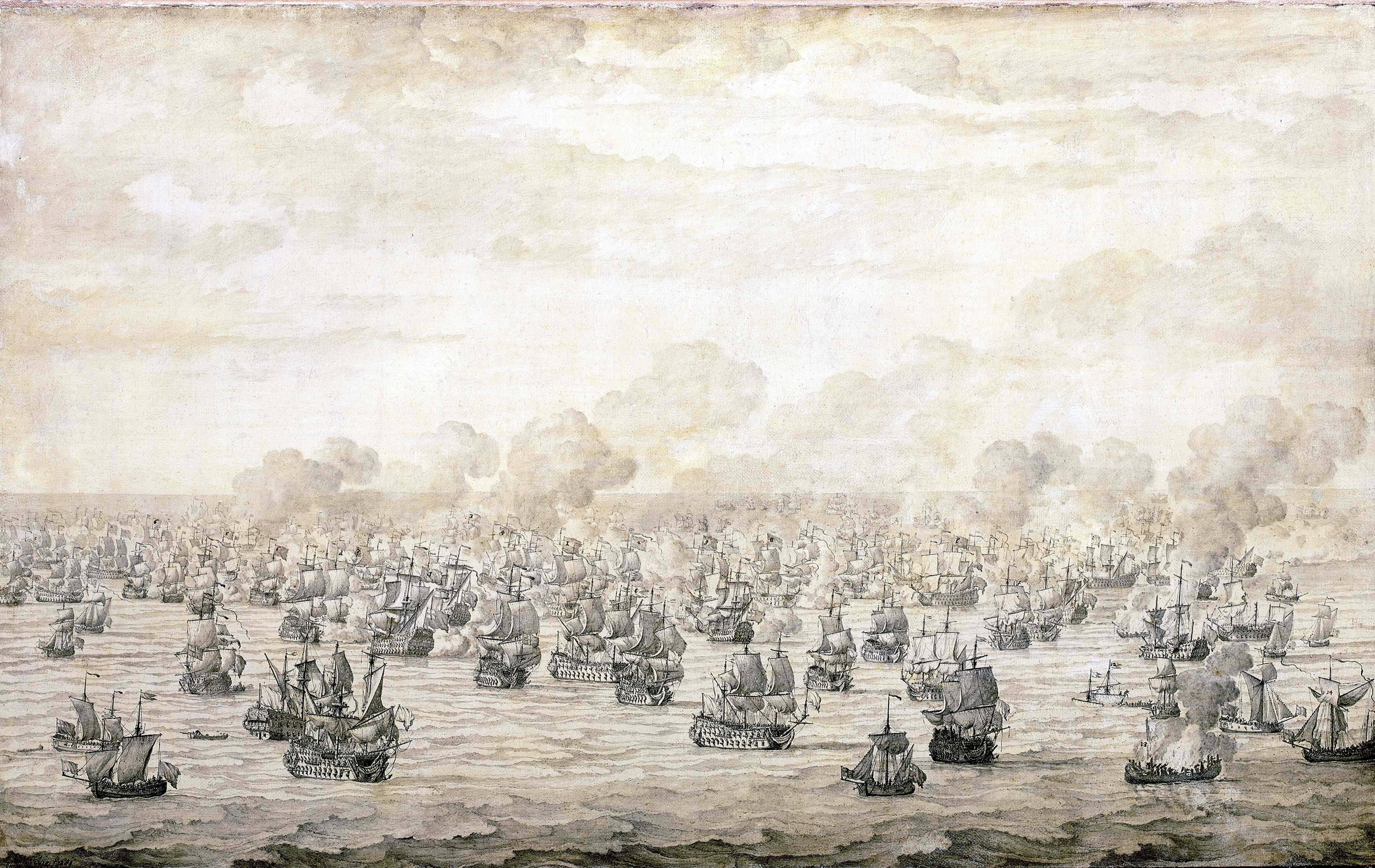
1673: Erste Seeschlacht von Schooneveld

- 1673: Vor der Scheldemündung findet im Dritten Englisch-Niederländischen Krieg die Erste Seeschlacht von Schooneveld statt. Die im Kampf in Unordnung geratene englische Flotte gibt den Landungsplan auf und kreuzt vor der niederländischen Küste, um den Feind aus seinen flachen Gewässern zu locken.
- 1832: In Großbritannien wird der Reform Act von 1832 verabschiedet.
- 1840: Friedrich Wilhelm IV. wird nach dem Tod seines Vaters Friedrich Wilhelm III. neuer König von Preußen.
- 1863: Die französische Intervention in Mexiko führt zur Einnahme von Mexiko-Stadt durch französische Truppen unter dem Befehl von François-Achille Bazaine.

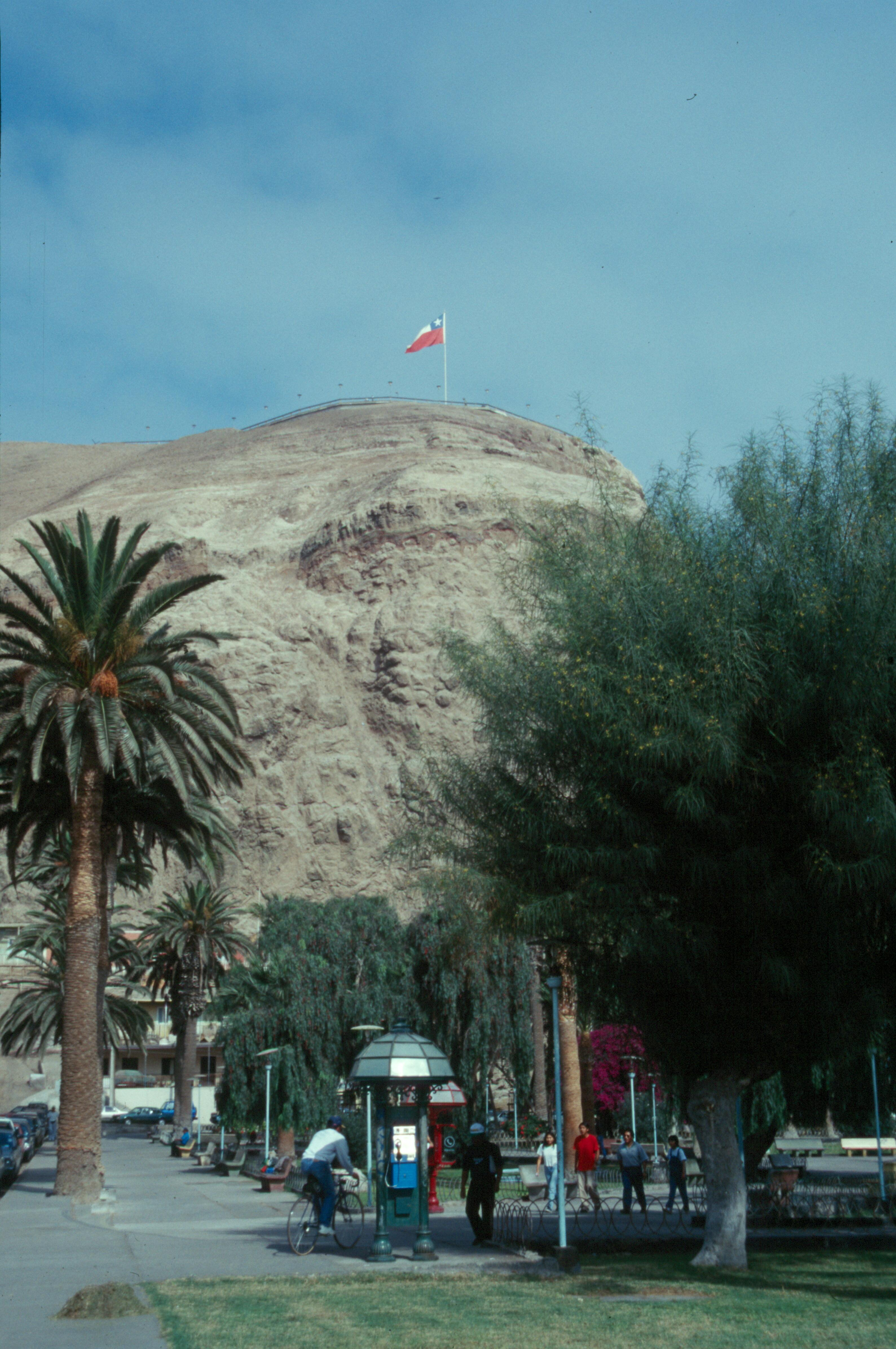
1880: El Morro

- 1880: Die Festung auf dem Berg El Morro in der peruanischen Hafenstadt Arica wird im Salpeterkrieg von den Chilenen erobert.
- 1896: In der Schlacht von Firket siegt eine angloägyptische Armee unter Herbert Kitchener, 1. Earl Kitchener im Zuge der Niederschlagung des Mahdi-Aufstandes.
- 1905: Das norwegische Storting erklärt die seit 1814 geltende Personalunion mit Schweden für nichtig.
- 1915: Mit Abschluss des Vertrags von Kjachta wird die Äußere Mongolei de jure wieder Bestandteil der Republik China, de facto ein Protektorat Russlands.
- 1917: Die Schlacht bei Messines wird durch die Sprengung einer Minen-Serie eingeleitet, was auf einen Schlag etwa 10.000 deutsche Soldaten tötet und das bis dahin lauteste von Menschen erzeugte Geräusch darstellt.
- 1919: Beim Massaker von Chaibalikend in Bergkarabach werden mehrere hundert Armenier getötet.

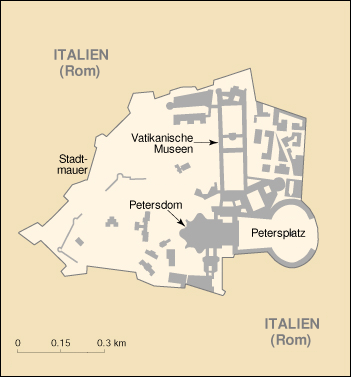
1929: Vatikanstadt

- 1929: Der Vatikan wird ein souveräner Staat.
- 1942: Im Verlauf der Schlacht um Sewastopol im Krieg gegen die Sowjetunion beginnt die deutsche Wehrmacht nach tagelangem Bombardement durch Artillerie und aus der Luft im Unternehmen Störfang einen zweiten großen Angriff auf die zur Festung erklärte sowjetische Hafenstadt Sewastopol.
- 1942: Die Schlacht um Midway endet. Die United States Navy setzt sich im Pazifikkrieg gegen die japanische Marine durch. Vier von sechs großen Flugzeugträgern büßen die Japaner in den Kämpfen ein, was zu einem Kräftegleichgewicht beider Flotten führt.

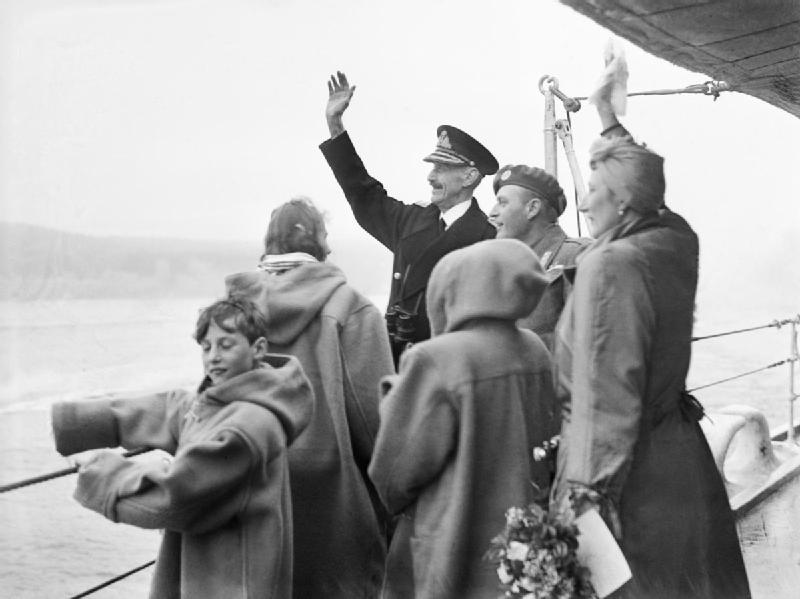
1945: Die norwegische Königsfamilie kehrt zurück

- 1945: König Haakon VII. kehrt mit seiner Familie aus dem fünf Jahre währenden britischen Exil, wo er an der Spitze der norwegischen Exilregierung stand, nach Oslo zurück.
- 1951: Im Kriegsverbrechergefängnis in Landsberg am Lech werden die letzten Todesurteile aus den Nürnberger Prozessen vollstreckt.
- 1955: Aufbau der Bundeswehr: Die bisherige „Dienststelle Blank“ wird zum Bundesministerium für Verteidigung.
- 1958: Hubschrauber-Zwischenfall von 1958: Ein mit neun Soldaten der US-Armee besetzter Hubschrauber fliegt in den Luftraum der Deutschen Demokratischen Republik (DDR) ein und muss im Vogtland notlanden. Die von den DDR-Behörden internierten Soldaten werden rund sechs Wochen später am 19. Juli 1958 wieder freigelassen.
- 1959: In Portugiesisch-Timor beginnt die Viqueque-Rebellion der Einheimischen gegen die Kolonialmacht.
- 1965: Der Oberste Gerichtshof der Vereinigten Staaten erklärt in dem Grundsatzurteil Griswold v. Connecticut ein Gesetz im Bundesstaat Connecticut für verfassungswidrig, das die Verwendung von Mitteln zur Empfängnisverhütung verbietet.
- 1967: Israelische Fallschirmjäger nehmen während des Sechstagekriegs den Jerusalemer Tempelberg ein.
- 1970: Die Wähler in Baden stimmen bei einem Volksentscheid für den Verbleib beim 1952 gebildeten Bundesland Baden-Württemberg.
- 1973: Bundeskanzler Willy Brandt besucht – als erster Regierungschef der Bundesrepublik Deutschland – Israel.
- 1977: Eine Million Menschen säumen die Route des Umzugs zum silbernen Thronjubiläum von Elisabeth II.; über 500 Millionen Menschen verfolgen die Übertragung im Fernsehen.

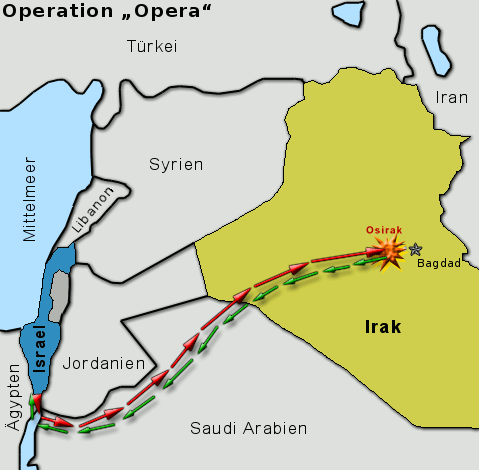
1981: Anflug-Route der israelischen Jagdbomber

- 1981: Israelische Luftstreitkräfte führen einen Bombenangriff auf den irakischen Atomreaktor Osirak durch.
- 1982: Der Rebellenführer Hissène Habré, der bis 1990 etwa 40.000 politisch motivierte Morde begehen lassen wird, putscht sich im Tschad an die Macht.
- 1989: In Dänemark wird das weltweit erste Gesetz über eingetragene Partnerschaften für Homosexuelle verabschiedet.
- 2001: Bei den britischen Unterhauswahlen feiert die Labour Party bei einer geringen Wahlbeteiligung einen großen Wahlsieg. Tony Blair wird damit zum ersten Premierminister der Labour Party, der nach einer vollen Amtszeit im Amt bestätigt wird.
- 2006: Nach einem Luftschlag zweier von einer US-Spezialeinheit angeforderter Mehrzweckkampfflugzeuge vom Typ F-16 wird im Irak ein Haus bei Baquba zerstört. Die Aktion, die sich gegen den weltweit gesuchten Topterroristen Abū Musʿab az-Zarqāwī richtet, kostet ihn in der Folge das Leben.

Logo zur Europawahl 2009

- 2009: Bei der Europawahl, die in manchen Mitgliedsländern schon am 4. Juni begonnen hat, geht die konservative Fraktion der Europäischen Volkspartei (Christdemokraten) und europäischer Demokraten (EVP-ED) als stärkste Fraktion hervor, die europäischen Sozialdemokraten müssen Verluste hinnehmen.

### Wirtschaft
- 1951: Das bundesdeutsche Montan-Mitbestimmungsgesetz, ein Meilenstein in der Geschichte der Mitbestimmung, tritt in Kraft.
- 1968: Im dänischen Billund wird das erste Legoland eröffnet.
- 2002: Die Cargolifter AG, welche ein Transportluftschiff konstruieren und damit die Renaissance der Großluftschifffahrt einleiten wollte, meldet Insolvenz an.

### Wissenschaft und Technik

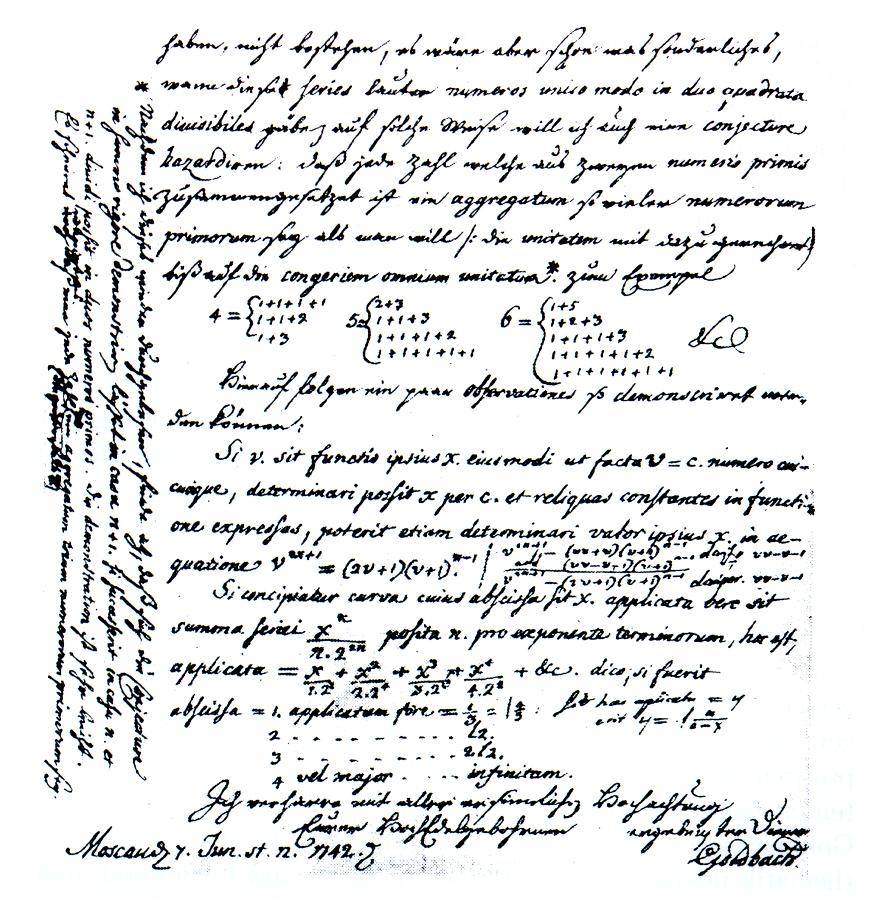
1742: Brief Goldbachs an Euler

- 1742: In einem Brief an Leonhard Euler äußert der Mathematiker Christian Goldbach die später nach ihm benannte, bis heute unbewiesene Vermutung, nach der sich jede gerade Zahl größer 2 als Summe zweier Primzahlen darstellen lassen soll.
- 1911: Deutschen Funkern in der Kolonie Togoland glückt eine drahtlose Verbindung mit der Großfunkstelle Nauen bei Berlin (über 5000 Kilometer). Die Versuche führen zum Bau der Funkstation Kamina.

### Kultur
- 1896: In Mannheim wird die Komische Oper Der Corregidor von Hugo Wolf nach einem Libretto von Rosa Mayreder mit großem Erfolg uraufgeführt.
- 1903: In Karlsruhe findet die Uraufführung der dramatischen Sinfonie Ilsebill. Das Märlein vom Fischer und seiner Frau von Friedrich Klose statt.
- 1905: In Dresden gründen Ernst Ludwig Kirchner, Fritz Bleyl, Erich Heckel und Karl Schmidt-Rottluff die Brücke, eine expressionistische Künstlergruppe.

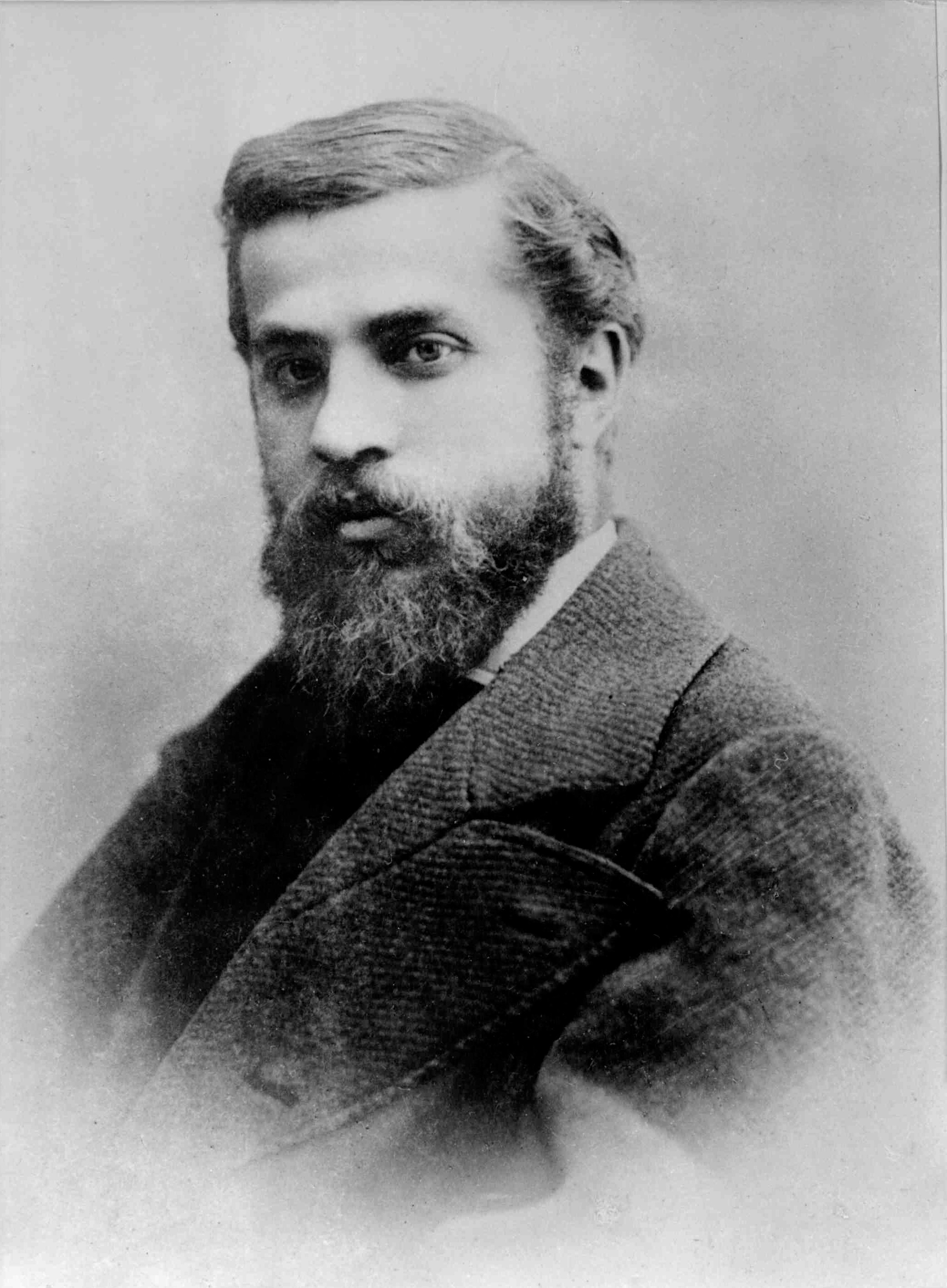
1926: Antoni Gaudí

- 1926: Der spanische Baumeister Antoni Gaudí wird in seiner Heimatstadt Barcelona von der Straßenbahn überfahren. Er stirbt einige Tage später.
- 1933: Am Théâtre des Champs-Élysées in Paris wird das Ballett mit Gesang Die sieben Todsünden von Bertolt Brecht (Libretto), Kurt Weill (Musik) und George Balanchine (Choreographie) mit Lotte Lenya und Tilly Losch in den Hauptrollen uraufgeführt.
- 1969: Die Gruppe Blind Faith gibt vor 100.000 Besuchern ihr eintrittsfreies Debütkonzert im Londoner Hyde Park.

### Gesellschaft
- 1917: Der Lions Club International wird gegründet.
- 1958: In Dießen wird das erste SOS-Kinderdorf Deutschlands errichtet.

### Religion
- 0948: Die Universalsynode von Ingelheim ist von Papst Agapet II. einberufen, um das Schisma um den erzbischöflichen Stuhl von Reims zu lösen. Artold von Reims wird als rechtmäßiger Erzbischof von der Versammlung bestätigt.
- 1912: In der Enzyklika Lacrimabili statu geht Papst Pius X. auf die Situation der „Indianer in Südamerika“ ein und fordert Bischöfe und Priester auf, sich schützend auf die Seite der Unterdrückten zu stellen.
- 2006: Der Zentralrat der Juden in Deutschland wählt mit Charlotte Knobloch die erste Frau als Präsidentin an seine Spitze.

### Katastrophen

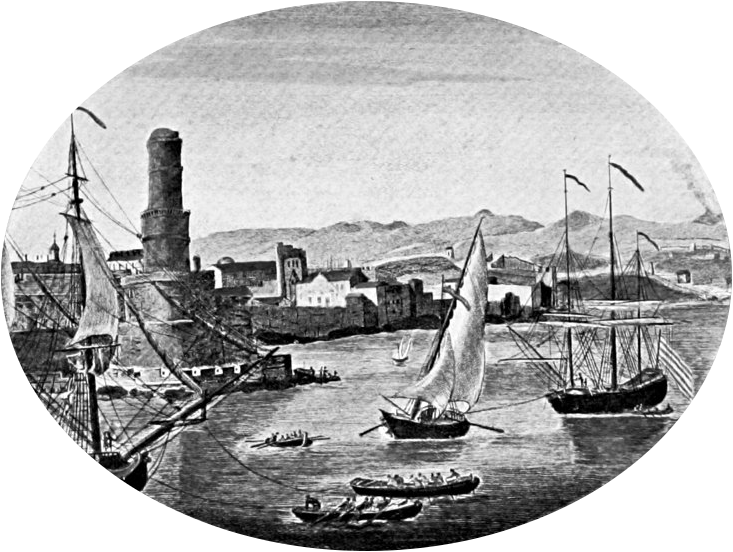
1692: Port Royal (vor dem Erdbeben)

- 1692: Port Royal (Jamaika) wird von einem Erdbeben erschüttert: 1600 Menschen werden getötet, 3000 schwer verletzt.
- 1832: Eine Cholera-Epidemie in Québec (Kanada) fordert 6000 Tote.
- 1989: Paramaribo, Suriname: Eine Douglas DC-8 der Surinam Airways, auf dem planmäßigen Flug Surinam-Airways-Flug 764 von den Niederlanden kommend, stürzt nach dem dritten Landeanflug in dichtem Nebel in den Dschungel. 168 Menschen sterben, nur 15 überleben.

Kleinere Unglücksfälle sind in den Unterartikeln von Katastrophe und in der Liste von Katastrophen aufgeführt.

### Sport

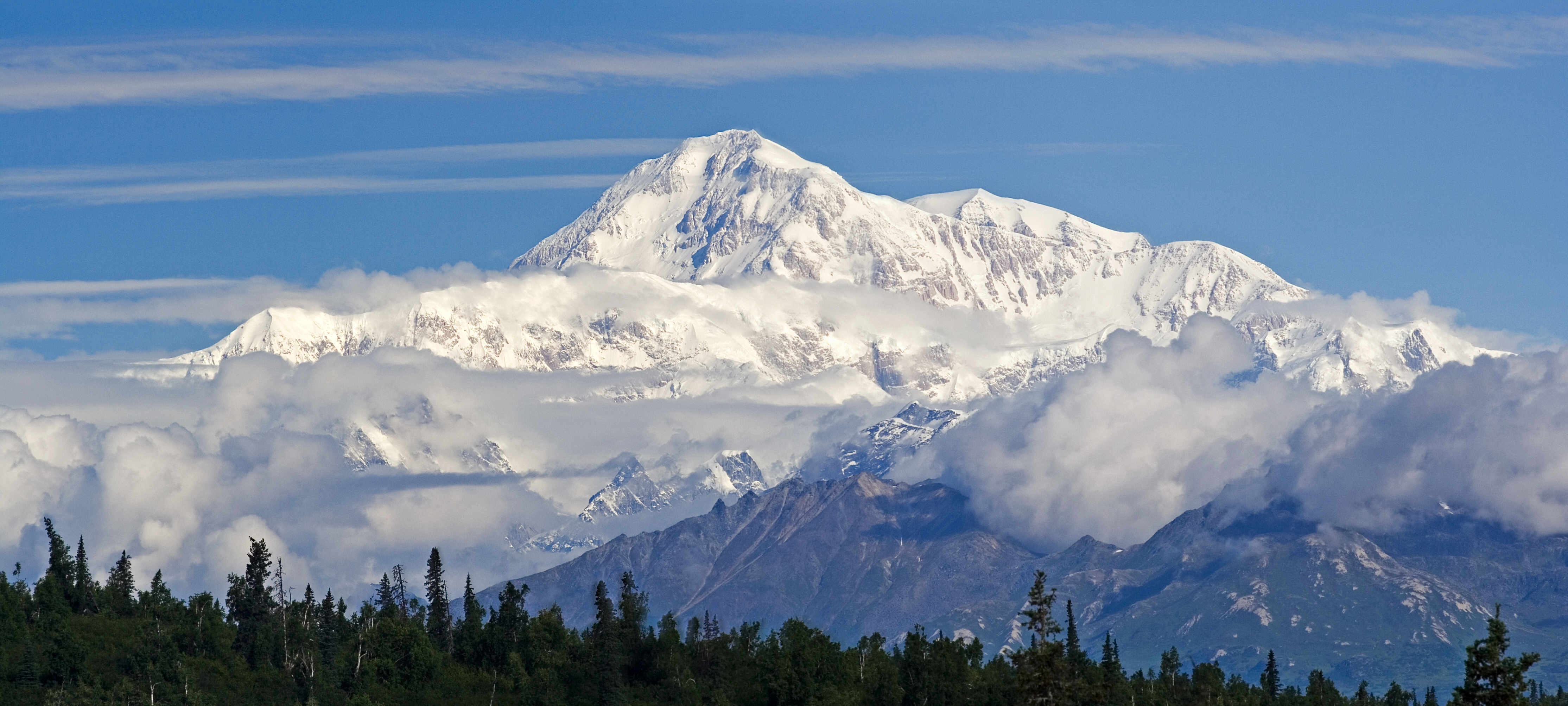
1913: Erstbesteigung des Denali

- 1913: Der Denali in Alaska, mit 6194 m der höchste Berg Nordamerikas, wird durch Hudson Stuck erstmals bestiegen.
- 1934: Deutschland wird bei der ersten Teilnahme an einer Fußball-Weltmeisterschaft auf Anhieb Dritter. Das Spiel um Platz 3 wird mit 3:2 gegen das Nachbarland Österreich entschieden.
- 1947: Die rumänische Armee gründet einen Sportverein, aus dem im Jahr 1961 nach einer Umbenennung Steaua Bukarest wird.
- 1975: Der erste Cricket World Cup beginnt in England.
- 2008: Die Fußball-Europameisterschaft 2008 in Österreich und der Schweiz beginnt.
- 2009: Der Schweizer Tennisspieler Roger Federer gewinnt zum ersten Mal in seiner Karriere die French Open – wodurch er den Rekord von Pete Sampras mit insgesamt 14 Grand-Slam-Titeln einstellte. Durch den Erfolg wurde Federer der sechste Spieler in der Tennis-Geschichte (nach Fred Perry, Don Budge, Rod Laver, Roy Emerson und Andre Agassi), der alle vier Turniere der höchsten Kategorie mindestens einmal für sich entscheiden konnte.

Einträge von Leichtathletik-Weltrekorden befinden sich unter der jeweiligen Disziplin unter Leichtathletik.
Einträge zu Fußballweltmeisterschaftsspielen finden sich in den Unterseiten von Fußball-Weltmeisterschaft. Das Gleiche gilt für Fußball-Europameisterschaften.

## Geboren

### Vor dem 19. Jahrhundert

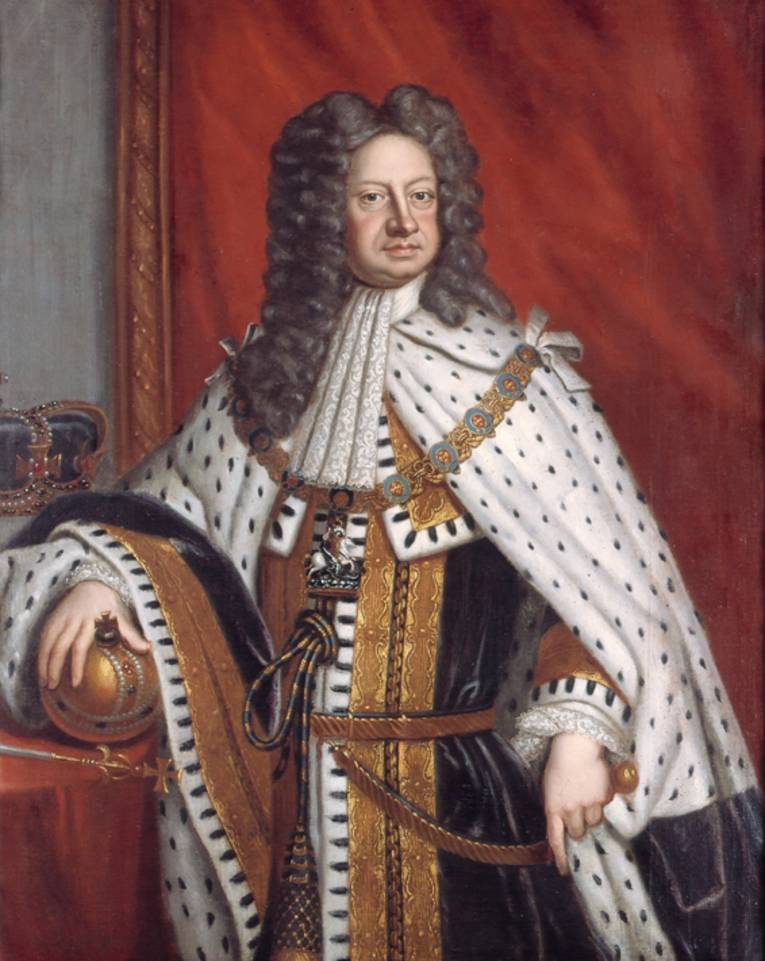
Georg I. (* 1660)

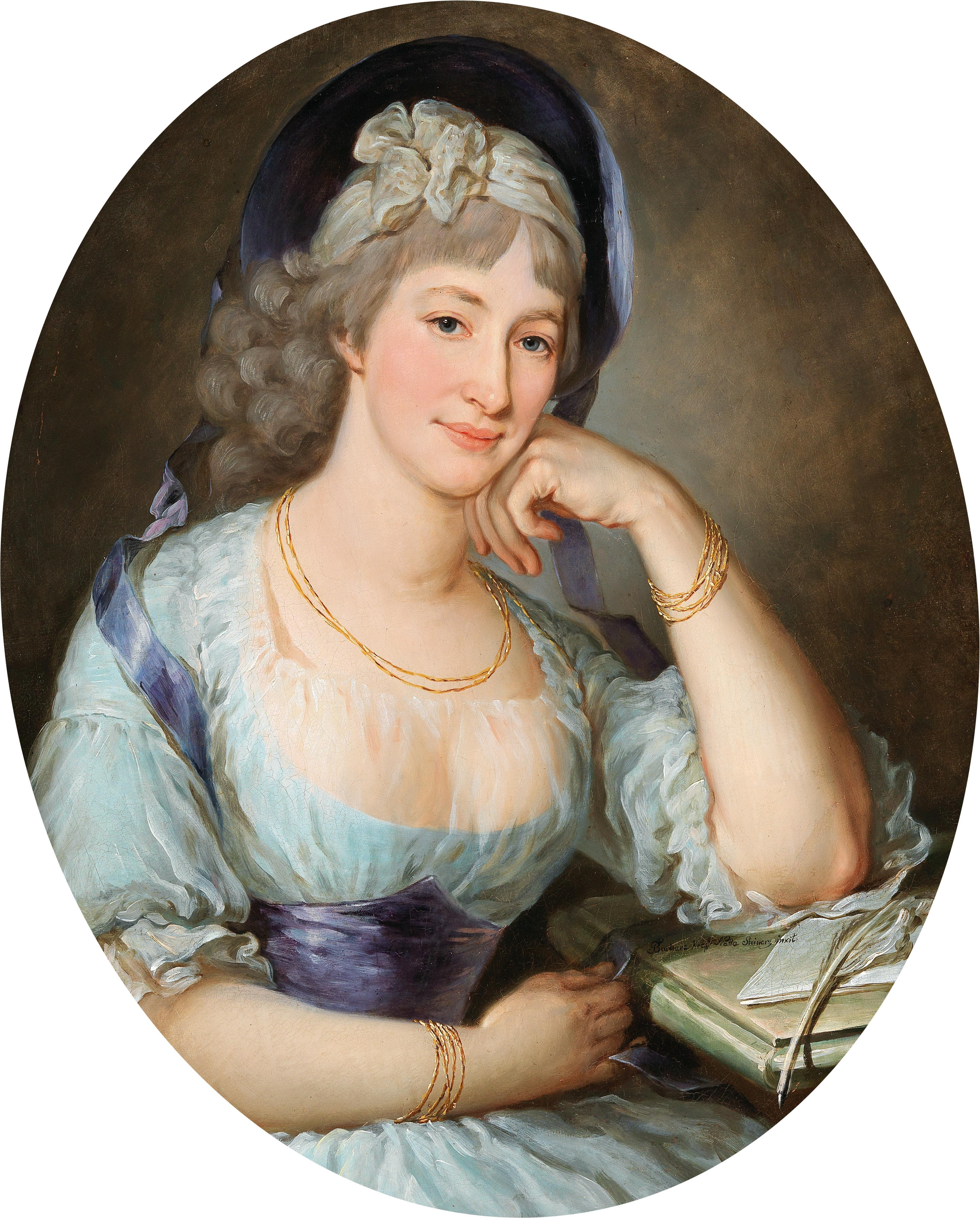
Marie Ernestine Esterhazy-Starhemberg (* 1754)

- 1422: Federico da Montefeltro, Herzog von Urbino
- 1528: Cyriacus Spangenberg, deutscher evangelischer Theologe, Kirchenlieddichter und Historiker
- 1529: Étienne Pasquier, französischer Jurist und Literat
- 1561: Johann VII., Graf von Nassau-Siegen
- 1604: Hans Emmenegger, Generaloberst der Bauern in der Region Sumiswald und Huttwill
- 1606: Francesco Gonzaga, Herzog von Rethel
- 1660: Georg I., Kurfürst von Braunschweig-Lüneburg und Erzbannerträger des Heiligen Römischen Reiches, König von Großbritannien
- 1662: Celia Fiennes, englische Reiseschriftstellerin
- 1686: Adolf Friedrich III., Herzog zu Mecklenburg-Strelitz
- 1693: Siegmund Jakob Apinus, deutscher Philologe und Pädagoge
- 1698: Benjamin Gottlieb Gerlach, deutscher Pädagoge und Autor
- 1702: Ludwig Georg Simpert, Markgraf von Baden-Baden
- 1724: Franz Anton Maulbertsch, auch Maulpertsch, österreichischer Maler
- 1728: Karl Daniel Freyberg, deutscher Historiker und Physiker
- 1736: Friedrich Karl, Fürst von Schwarzburg-Rudolstadt und Naturaliensammler
- 1736: Pedro Mendinueta y Múzquiz, spanischer Offizier und Kolonialverwalter, Vizekönig von Neugranada
- 1740: Ferdinand Kobell, deutscher Maler, Kupferstecher und Radierer
- 1744: Gottlieb Hünerwadel, Schweizer Industrieller, Politiker und Offizier
- 1754: Maria Ernestine Esterházy Starhemberg, ungarisch-österreichische Adelige
- 1757: Georgiana Cavendish, Duchess of Devonshire, englische Adelige
- 1761: John Rennie, schottischer Bauingenieur
- 1764: Karl Heinrich von Lang, deutscher Historiker und Publizist
- 1770: Robert Jenkinson, 2. Earl of Liverpool, britischer Staatsmann
- 1778: George Bryan Brummell, britischer Dandy
- 1779: Franz Joseph von Arens, deutscher Jurist und Politiker
- 1787: William Daniel Conybeare, englischer Geologe und Paläontologe

### 19. Jahrhundert

#### 1801–1850

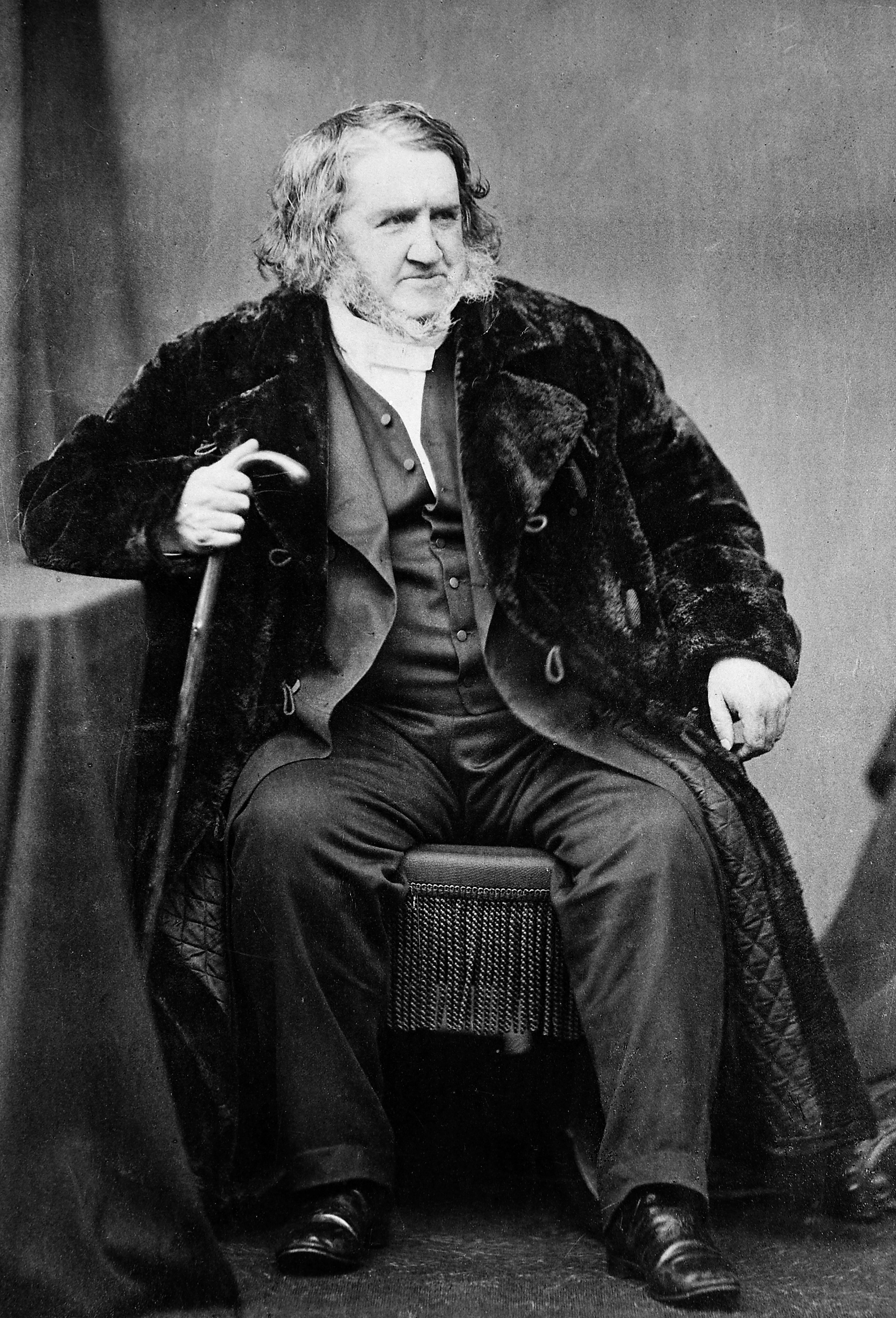
James Young Simpson (* 1811)

Amelia Edwards (* 1831)

- 1806: Domenico Consolini, italienischer Kurienkardinal
- 1810: Anton Dreher, österreichischer Brauherr, Erfinder des Lagerbiers
- 1811: James Young Simpson, britischer Arzt
- 1815: Gerhard Ahlhorn, deutscher Landwirt und Politiker
- 1817: Carl Gottlieb Elsässer, australischer Komponist und Musikpädagoge
- 1828: Adrien Barthe, französischer Komponist
- 1831: Amelia Edwards, englische Romanautorin, Dichterin, Journalistin, Reiseschriftstellerin, Illustratorin und Amateur-Archäologin
- 1831: Eugène Lacheurié, französischer Komponist
- 1837: Alois Hitler, österreichischer Zollbeamter, Vater von Adolf Hitler
- 1840: Charlotte von Belgien, Prinzessin von Belgien, Kaiserin von Mexiko
- 1841: Henri Gobbi, ungarischer Klavierprofessor und Komponist
- 1843: Alfred Rabuteau, französischer Komponist
- 1845: Leopold Auer, ungarischer Violinist, Violinpädagoge, Dirigent und Komponist
- 1848: Paul Gauguin, französischer Maler
- 1848ː Dolores Jiménez y Muro, mexikanische Freiheitskämpferin, Revolutionärin
- 1849: Manuel Bonilla, General und Präsident von Honduras

#### 1851–1900
- 1852: Alfred Amschl, österreichischer Jurist und Schriftsteller
- 1854: Max Kretzer, deutscher Schriftsteller
- 1854: Charlotte Niese, deutsche Schriftstellerin
- 1856: Victor Attinger, schweizerischer Fotograf und Verleger
- 1860: Fritz Herbert, deutscher Verleger, Gewerkschafter und Konsumgenossenschafter, MdR, MdL
- 1862: Felix von Arnim, preußischer Offizier und Kammerherr
- 1862: Kauppis-Heikki, finnischer Schriftsteller

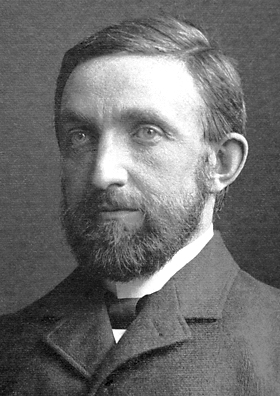
Philipp Lenard (* 1862)

- 1862: Philipp Lenard, deutscher Physiker, Nobelpreisträger
- 1863: Albert S. Burleson, US-amerikanischer Politiker, Mitglied des Repräsentantenhauses, Minister
- 1865: Paula Müller-Otfried, deutsche Frauenrechtlerin
- 1868: Hubert Franz Maria von Andlau-Homburg, elsässischer Adeliger, Gutsbesitzer und Politiker, MdL
- 1868: Charles Rennie Mackintosh, britischer Architekt und Innenarchitekt, Kunsthandwerker, Grafiker und Maler
- 1868: Peter Nonnenmühlen, deutscher Kommunalpolitiker, Oberbürgermeister von Mönchengladbach
- 1869: Samuel John Birch, britischer Maler
- 1872: Raymund Brachmann, deutscher Architekt
- 1872: Leonid Witaljewitsch Sobinow, russischer Opernsänger (Tenor)
- 1873: Landon Ronald, britischer Dirigent, Musikpädagoge und Komponist
- 1876ː Adriana van Rees-Dutilh, niederländische Malerin
- 1877: Jewgeni Ottowitsch Gunst, russischer Komponist
- 1877: Roelof Klein, niederländischer Ruderer

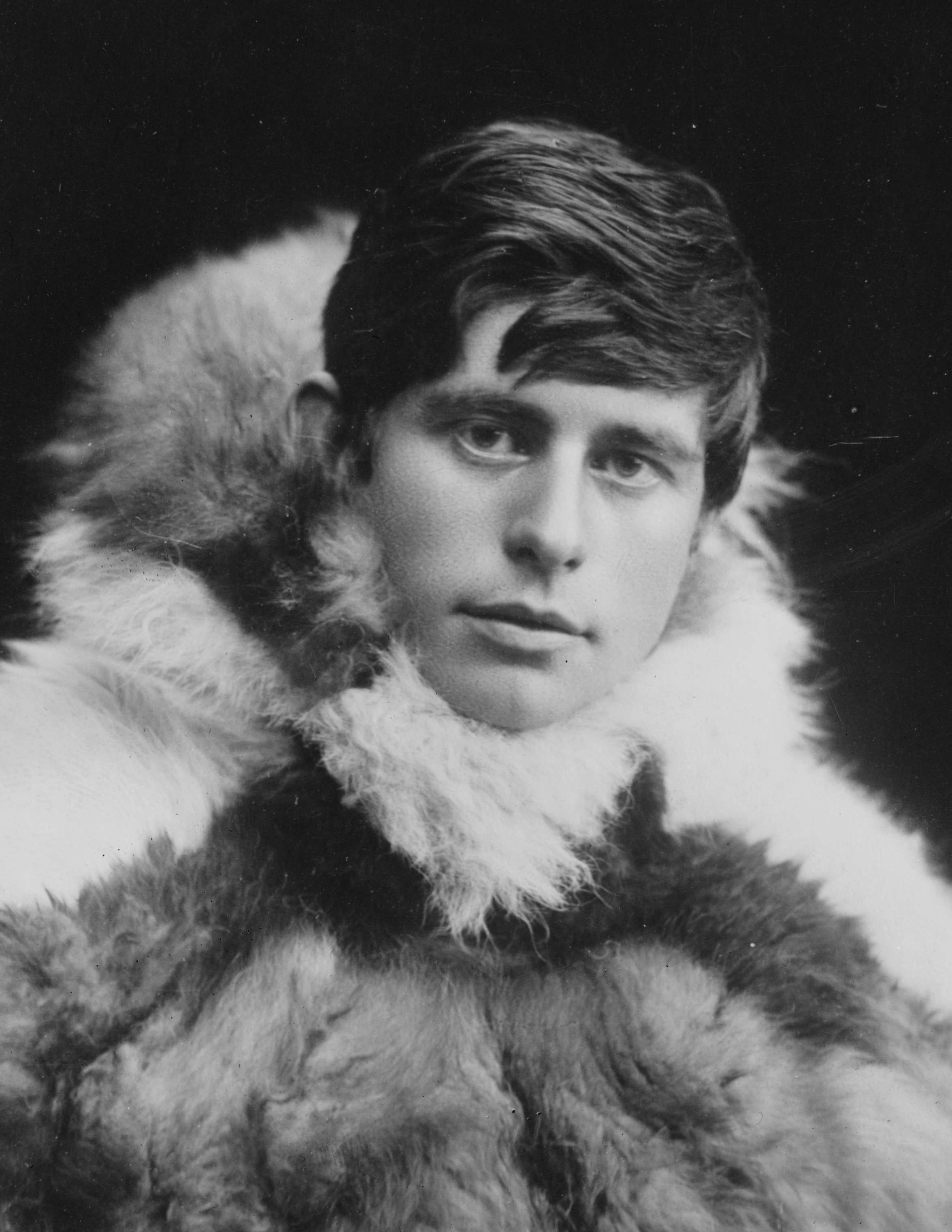
Knud Rasmussen (* 1879)

- 1879: Knud Rasmussen, grönländisch-dänischer Polarforscher und Ethnologe
- 1880: Friedrich Meggendorfer, deutscher Psychiater und Neurologe
- 1883: Horst Goeldel-Bronikowen, deutscher Sportschütze
- 1884: Ali ibn Hammud, Sultan von Sansibar
- 1888: Robert Grosche, deutscher Theologe, Domkapitular
- 1888: Helen Smith Woodruff, US-amerikanische Schriftstellerin

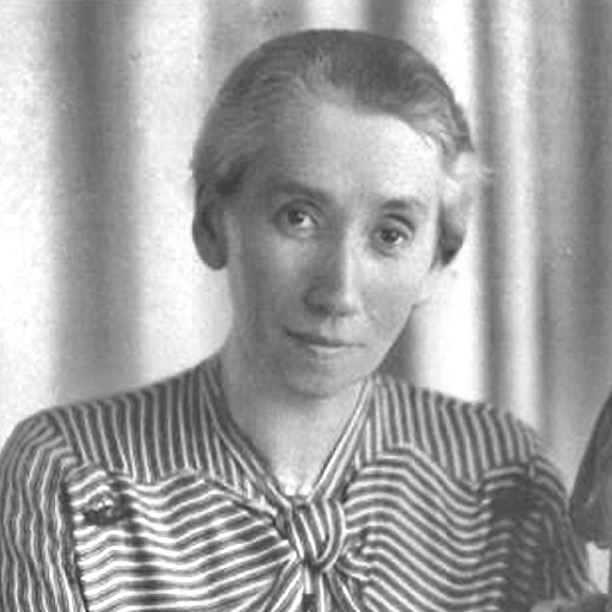
Anna Wieler (* 1889)

- 1889: Anna Wieler, deutsche Pädagogin und Schulmitgründerin, Opfer der Shoah
- 1890: Fred Endrikat, deutscher Schriftsteller und Kabarettist
- 1891: Willy Haas, deutscher Publizist, Filmkritiker und Drehbuchautor
- 1891: Athos Palma, argentinischer Komponist und Musikpädagoge
- 1892: Gertrud Bing, deutsche Kunstwissenschaftlerin
- 1893: Ludovic Feldman, rumänischer Komponist
- 1896: Christopher Andrewes, britischer Virologe
- 1896: Robert Mulliken, US-amerikanischer Physiker und Chemiker
- 1896: Imre Nagy, ungarischer Politiker und Agrarökonom, Minister, Ministerpräsident, Nationalheld
- 1896: Otto Heinrich Schindewolf, deutscher Paläontologe
- 1897: Kirill Afanassjewitsch Merezkow, Marschall der Sowjetunion und Heerführer im Zweiten Weltkrieg
- 1897: George Szell, US-amerikanischer Dirigent
- 1898: Johann Daniel Achelis, deutscher Physiologe und Medizinhistoriker
- 1899: Elizabeth Bowen, britische Schriftstellerin
- 1900: Werner Krauss, deutscher Romanist

### 20. Jahrhundert

#### 1901–1925
- 1901ː Else Knake, deutsche Medizinerin, Zellforscherin und Hochschullehrerin
- 1901: Laura Rodig, chilenische Malerin und Bildhauerin
- 1901: Andrée Viénot, französische Politikerin und Résistante
- 1902: Arthur Hugo Göpfert, deutscher Politiker und Parteifunktionär, MdL, MdR, Landesminister
- 1902: Paul Sturzenegger, Schweizer Fußballspieler
- 1904: Udo Adelsberger, deutscher Physiker und Erfinder, Entwickler der Quarzuhr
- 1905: Fanny Meyer, deutsche Puppenspielerin, Opfer des Holocaust
- 1907: Konrad Grebe, deutscher Steiger und Erfinder
- 1907: Mascha Kaléko, deutsch-russische Dichterin
- 1908: Leo Fritz Gruber, deutscher Werbefachmann und Publizist, Mitgründer der Photokina

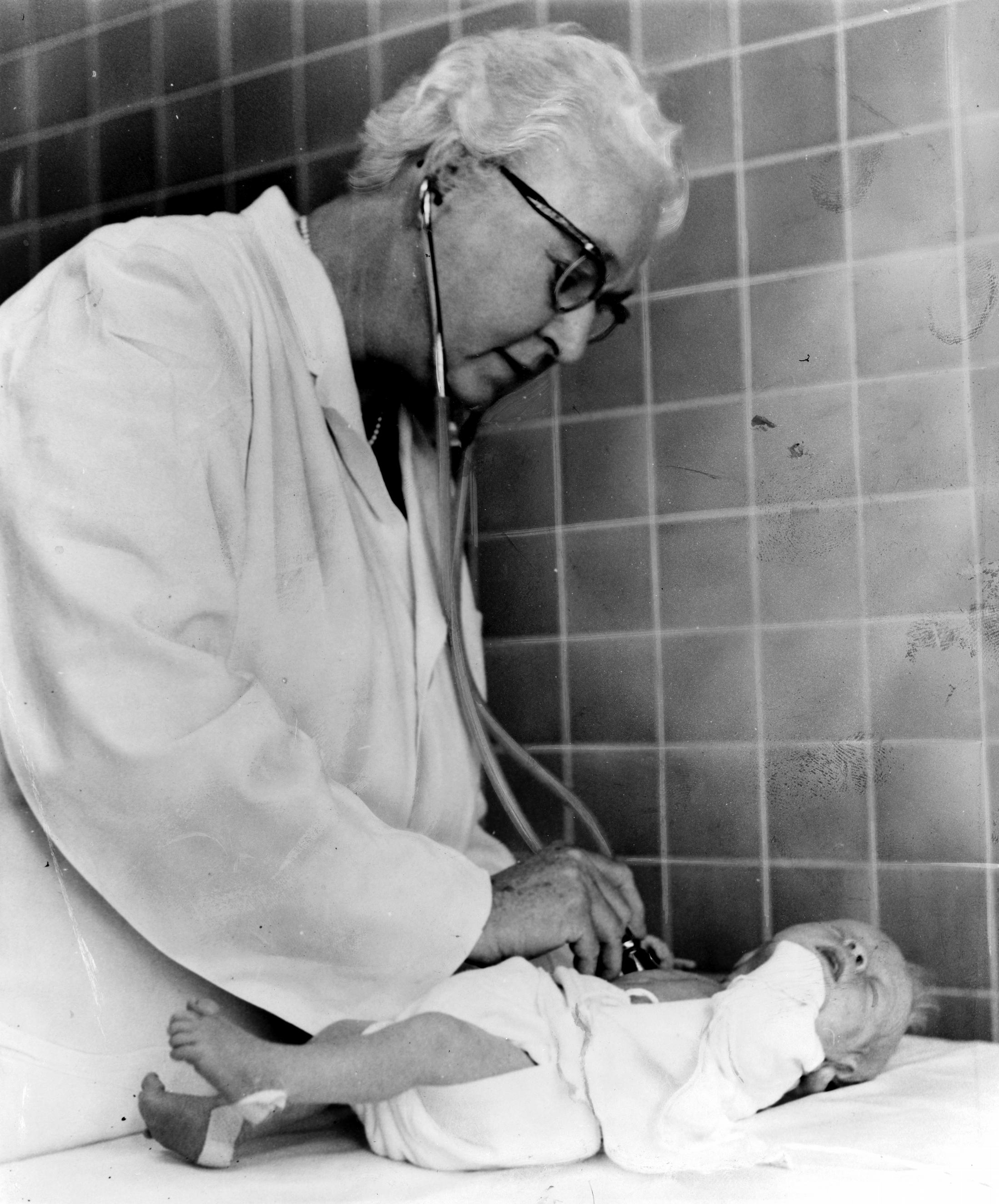
Virginia Apgar (* 1909)

- 1909: Virginia Apgar, US-amerikanische Chirurgin und Anästhesistin
- 1909: William Dupree, US-amerikanischer Bobfahrer
- 1909: Jean Laurent, belgischer Violinist und Musikpädagoge
- 1909: Jessica Tandy, britische Schauspielerin
- 1909: Guy Weisweiller, französischer Automobilrennfahrer
- 1910: Pietro Annigoni, italienischer Maler
- 1910: Monika Mann, deutsche Schriftstellerin

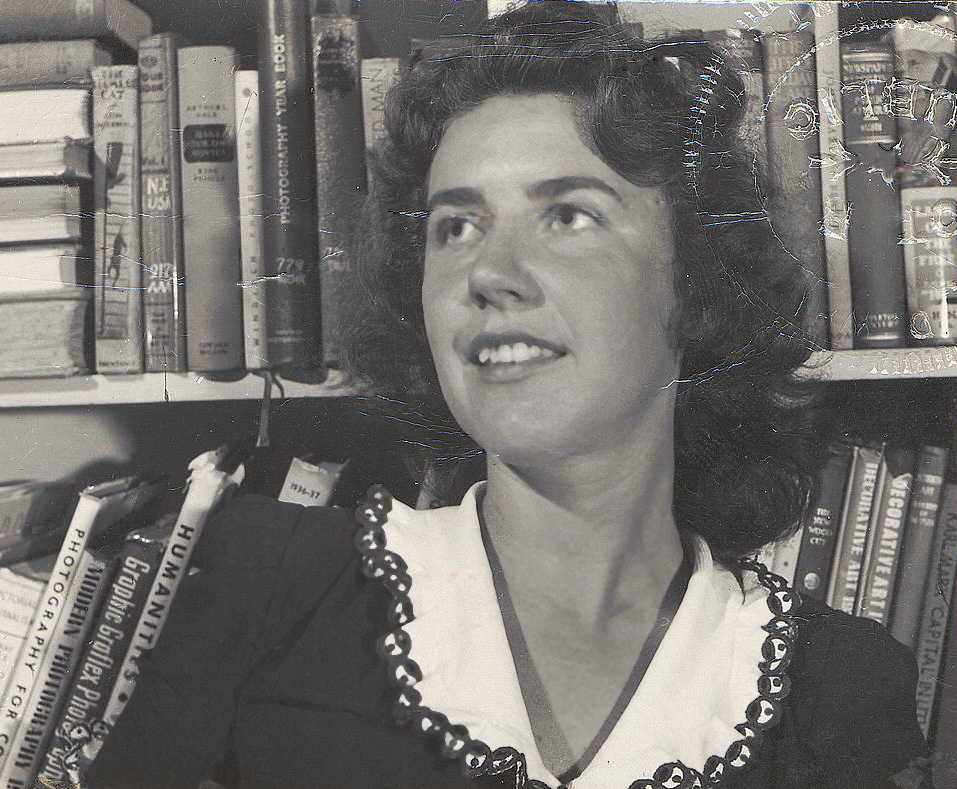
Marion Post Wolcott (* 1910)

- 1910: Marion Post Wolcott, US-amerikanische Fotografin
- 1910ː Maria Terwiel, katholische deutsche Widerstandskämpferin, Opfer des Nationalsozialismus
- 1911: Mario Perazzolo, italienischer Fußballspieler und -trainer
- 1912: Jeane Flieser, deutsche Malerin
- 1913: Roberto Porta, uruguayisch-italienischer Fußballspieler und -trainer
- 1914: Khwaja Ahmad Abbas, indischer Filmregisseur, Drehbuchautor und Journalist
- 1915: Til Kiwe, deutscher Schauspieler
- 1915: Patricia Roc, britische Schauspielerin
- 1917: Gwendolyn Brooks, US-amerikanische Schriftstellerin
- 1917: Francis Sullivan, kanadischer Eishockeyspieler und -trainer
- 1917: Alfred Charles Gimson, britischer Phonetiker

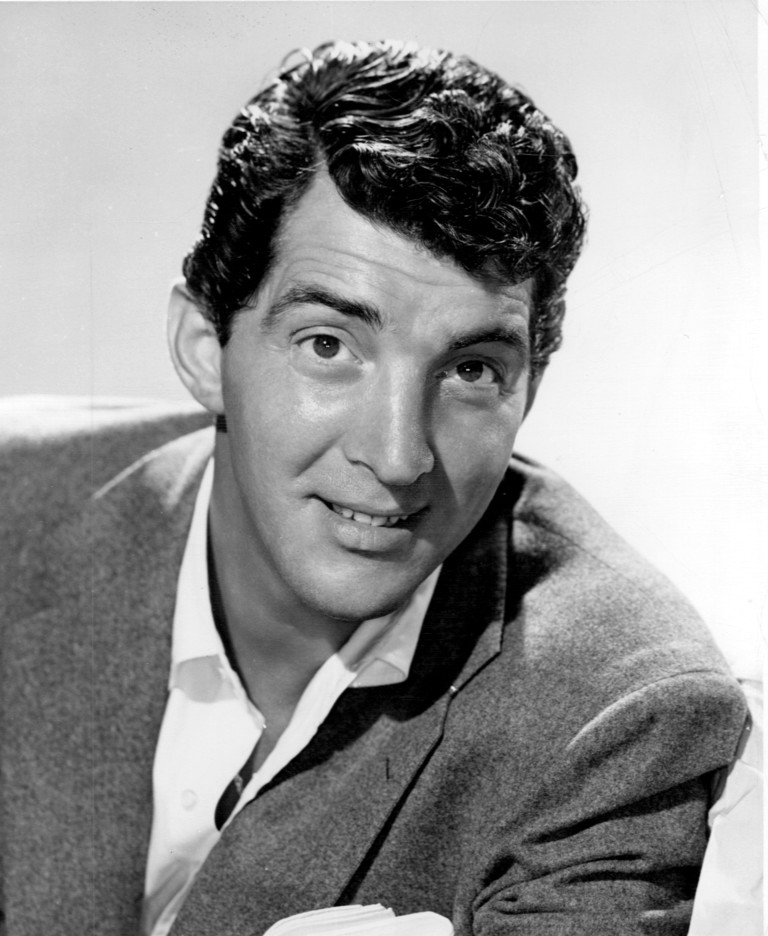
Dean Martin (* 1917)

- 1917: Dean Martin, US-amerikanischer Sänger und Schauspieler
- 1919: Yohanan Aharoni, deutsch-israelischer Archäologe
- 1920: Georges Marchais, französischer Politiker und Gewerkschafter, MdEP
- 1921: Hans Oswald, deutscher Fußballspieler
- 1922: Vilhelm Aubert, norwegischer Soziologe
- 1922: Henk Zeevalking, niederländischer Politiker, Mitgründer der Partei Democraten 66, Minister
- 1923: Carlos Thompson, argentinischer Schauspieler und Schriftsteller
- 1925ː Margarita Wassiljewna Scharowa, russische Schauspielerin
- 1925: Karl Weschke, deutsch-britischer Maler

#### 1926–1950
- 1927: Gunnar Sandborg, norwegischer Ruderer

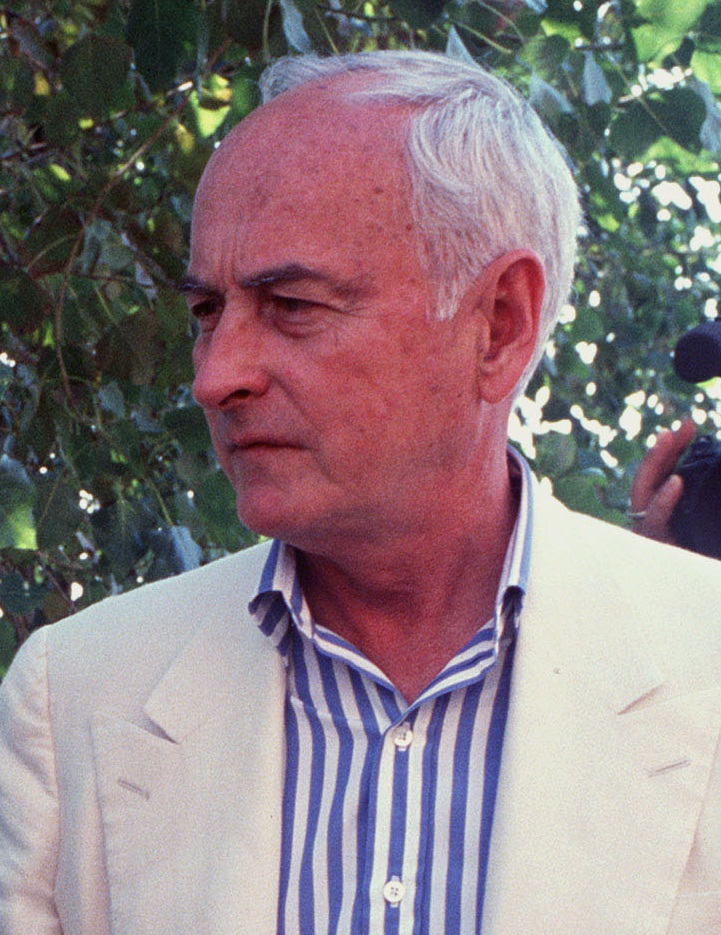
James Ivory (* 1928)

- 1928: James Ivory, US-amerikanischer Filmregisseur
- 1929: Antonio Carbajal, mexikanischer Fußballspieler
- 1929: John Turner, kanadischer Politiker
- 1930: Leszek Moczulski, polnischer Historiker und Politiker
- 1931: Salim Ghazal, libanesischer Kurienbischof
- 1931: Mike Pratt, britischer Komponist, Pianist und Schauspieler
- 1933: Tsuneko Okazaki, japanische Molekularbiologin
- 1934: Wynn Stewart, US-amerikanischer Country-Sänger
- 1935: Géza Alföldy, ungarischer Althistoriker
- 1935: Tetsuhiko Asai, japanischer Karate-Meister
- 1935: Dieter Simon, deutscher Rechtswissenschaftler
- 1935ː Katharina Steib, Schweizer Architektin
- 1935: Arumugamangalam Venkatachalam Ganesan, indischer Verwaltungsbeamter, Mitglied des Appellate Body der WTO
- 1937: Roberto Blanco, deutscher Schlagersänger und Schauspieler
- 1937: Almut Eggert, deutsche Schauspielerin und Synchronsprecherin
- 1937: Neeme Järvi, estnischer Dirigent
- 1937: Rahel Renate Mann, deutsche Ärztin, Psychotherapeutin und Lyrikerin, Überlebende des Holocaust
- 1937: Claus Peymann, deutscher Regisseur
- 1937: Teddy Redell, US-amerikanischer Musiker
- 1938: Wolfram Angerbauer, deutscher Archivar
- 1938: Əbülfəz Elçibəy, aserbaidschanischer Kulturwissenschaftler, Staatspräsident
- 1939: Klaus Hirche, deutscher Eishockeyspieler und -trainer

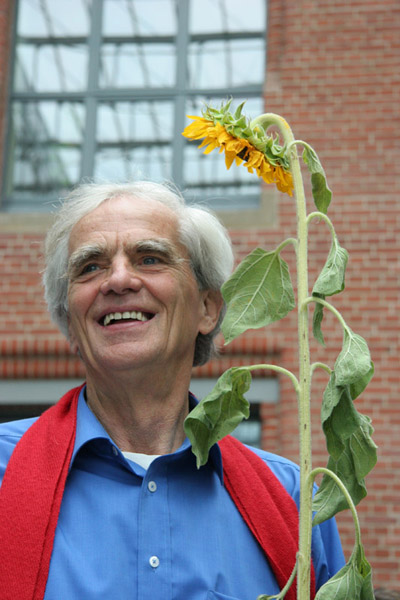
Hans-Christian Ströbele (* 1939)

- 1939: Hans-Christian Ströbele, deutscher Jurist und Politiker, MdB
- 1940: Helmut Bieler, deutscher Komponist, Pianist und Musikpädagoge
- 1940: Lambert Hamel, deutscher Schauspieler und Synchronsprecher
- 1940: Tom Jones, walisischer Sänger
- 1941: Larry Donn, US-amerikanischer Rockabilly-Musiker
- 1941: Herbert Herrmann, deutsch-schweizerischer Schauspieler
- 1941: Mary Kelly, US-amerikanische Konzeptkünstlerin
- 1942: Dennis L. Meadows, US-amerikanischer Ökonom und Autor
- 1944: Sulochana Gadgil, indische Mathematikerin, Meteorologin und Ozeanographin
- 1944: Miguel Ríos, spanischer Sänger
- 1944: Clarence White, US-amerikanischer Musiker
- 1944: Konrad Zdarsa, Bischof von Augsburg
- 1945: Lars-Göran Åslund, schwedischer Skilangläufer
- 1945: Wolfgang Schüssel, österreichischer Politiker, Abgeordneter zum Nationalrat, Bundesminister, Bundeskanzler
- 1946: Manfred Ritschel, deutscher Fußballspieler
- 1948: Nydia Caro, puerto-ricanische Schauspielerin und Sängerin
- 1948: Alexandra Müller-Jontschewa, deutsch-bulgarische Malerin und Grafikerin
- 1948: Raimond Sele, liechtensteinischer Sportschütze
- 1949: Kjell-Åke Andersson, schwedischer Filmregisseur, Drehbuchautor und Kameramann
- 1949: Albert Zweifel, Schweizer Radrennfahrer
- 1950: Hubert Berenbrinker, Weihbischof im Erzbistum Paderborn
- 1950: Valentin Landmann, Schweizer Rechtsanwalt

#### 1951–1975
- 1952: Hubert Auriol, französischer Rallyefahrer
- 1952: Liam Neeson, britischer Schauspieler

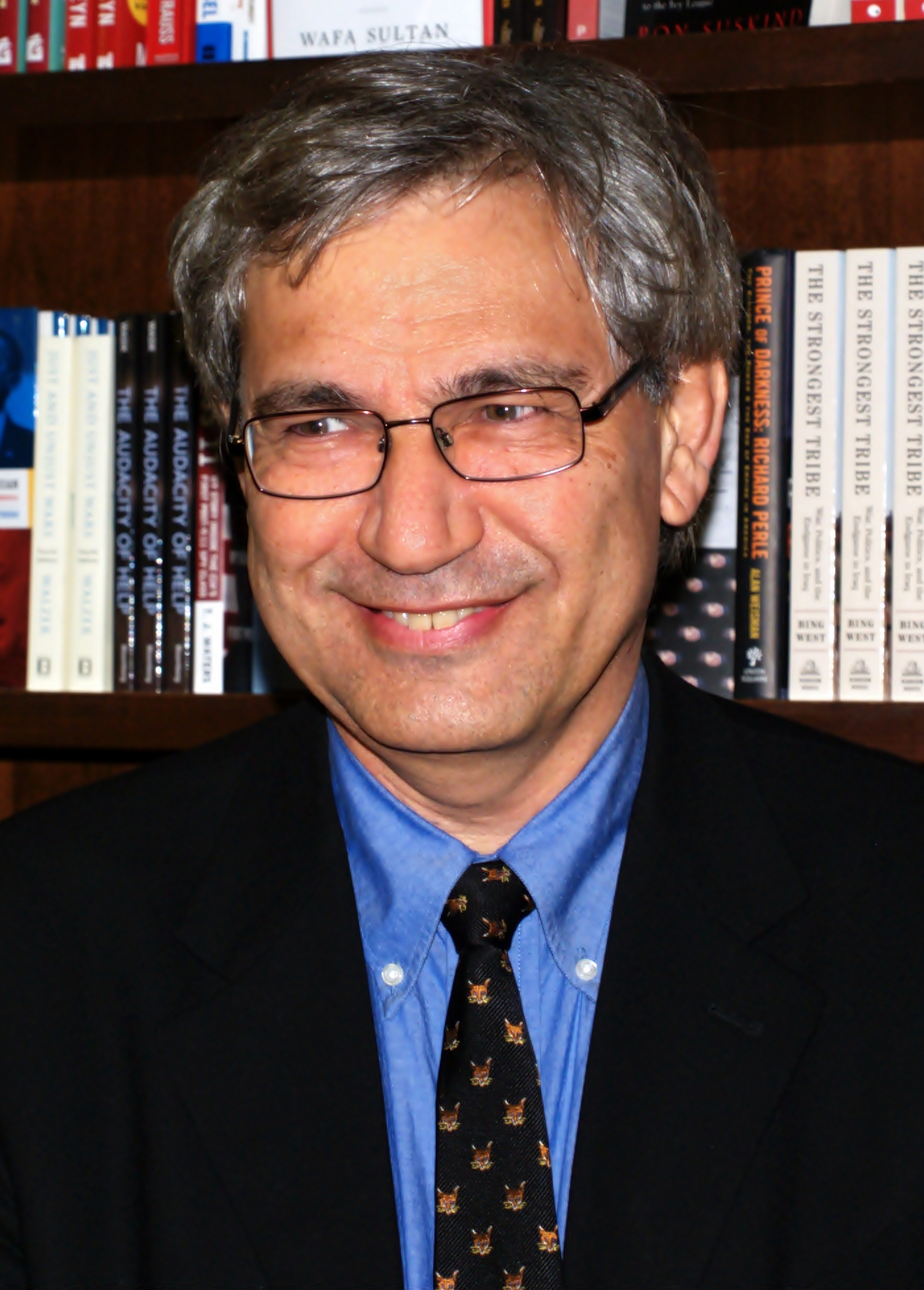
Orha Pamuk (* 1952)

- 1952: Orhan Pamuk, türkischer Schriftsteller und Nobelpreisträger
- 1953: Johnny Clegg, britischer Gitarrist und Sänger, Tänzer und Komponist
- 1953: Jaromír Nohavica, tschechischer Liedermacher
- 1953: Libuše Šafránková, tschechische Schauspielerin
- 1954: Louise Erdrich, US-amerikanische Schriftstellerin
- 1954: Günther Platter, österreichischer Politiker, Bundesminister, Landeshauptmann von Tirol
- 1954: Randolph Rose, deutscher Sänger und Schauspieler
- 1955: Harry Assenmacher, deutscher Unternehmer, Journalist und Umweltschützer
- 1955: Jon Balke, norwegischer Jazzmusiker
- 1956: Eugenia León, mexikanische Sängerin und Schauspielerin
- 1957: Rolf Stöckel, deutscher Politiker, MdB
- 1957: Jurij Lanjuk, ukrainischer Komponist, Cellist und Musikpädagoge

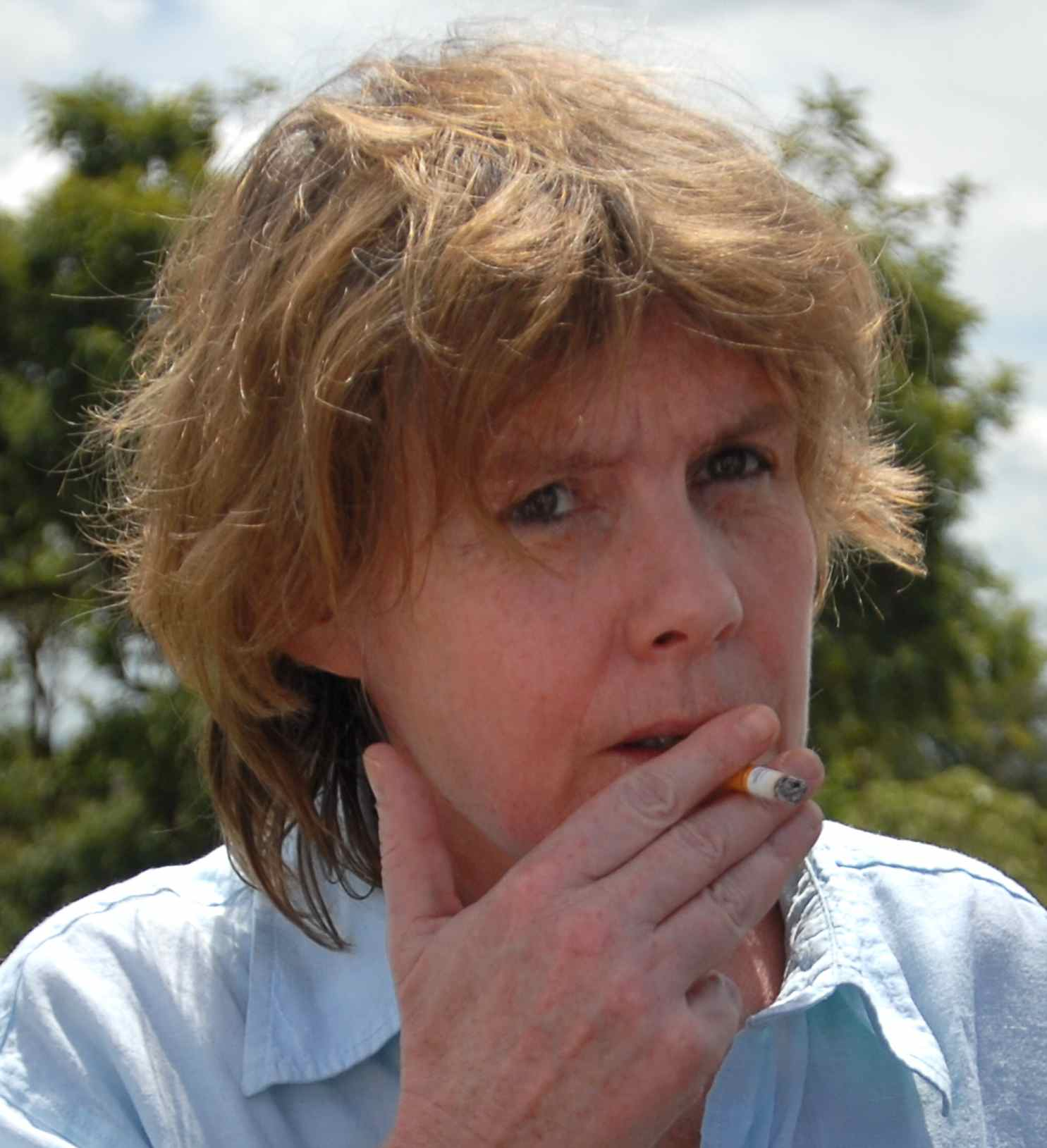
Fred Vargas (* 1957)

- 1957: Fred Vargas, französische Krimi-Autorin
- 1958: Andora, deutscher Künstler und Maler
- 1958: Francesca Habsburg-Lothringen, österreichische Kunstexpertin und Sammlerin

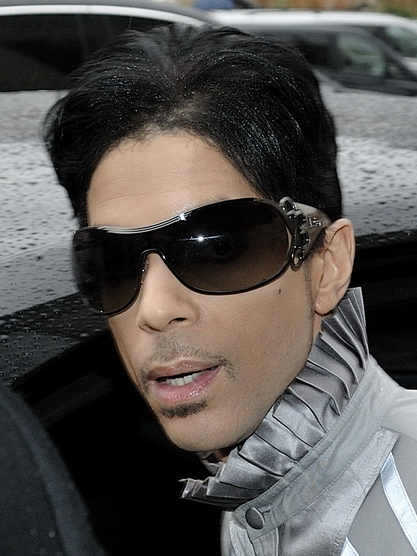
Prince (* 1958)

- 1958: Prince, US-amerikanischer Sänger, Songwriter, Musikproduzent und Multiinstrumentalist
- 1959: Tracey Adams, US-amerikanische Pornodarstellerin
- 1959: Mike Pence, US-amerikanischer Politiker, Mitglied des Repräsentantenhauses, Gouverneur von Indiana, Vizepräsident
- 1959: Anker Eli Petersen, färöischer Grafiker, Briefmarken-Gestalter und Autor
- 1960: Svetlana Dašić-Kitić, serbische Handballspielerin
- 1960: Bill Prady, US-amerikanischer Drehbuchautor und Filmproduzent
- 1962: Michael Aggelidis, deutscher Politiker, MdL
- 1962: Viola Amherd, Schweizer Politikerin
- 1963: Roberto Alagna, französischer Opernsänger
- 1963: Luca Fusi, italienischer Fußballspieler und -trainer
- 1963: Claus-Dietrich Lahrs, deutscher Manager
- 1963: Christian Lais, deutscher Schlagersänger
- 1964: Judie Aronson, US-amerikanische Schauspielerin

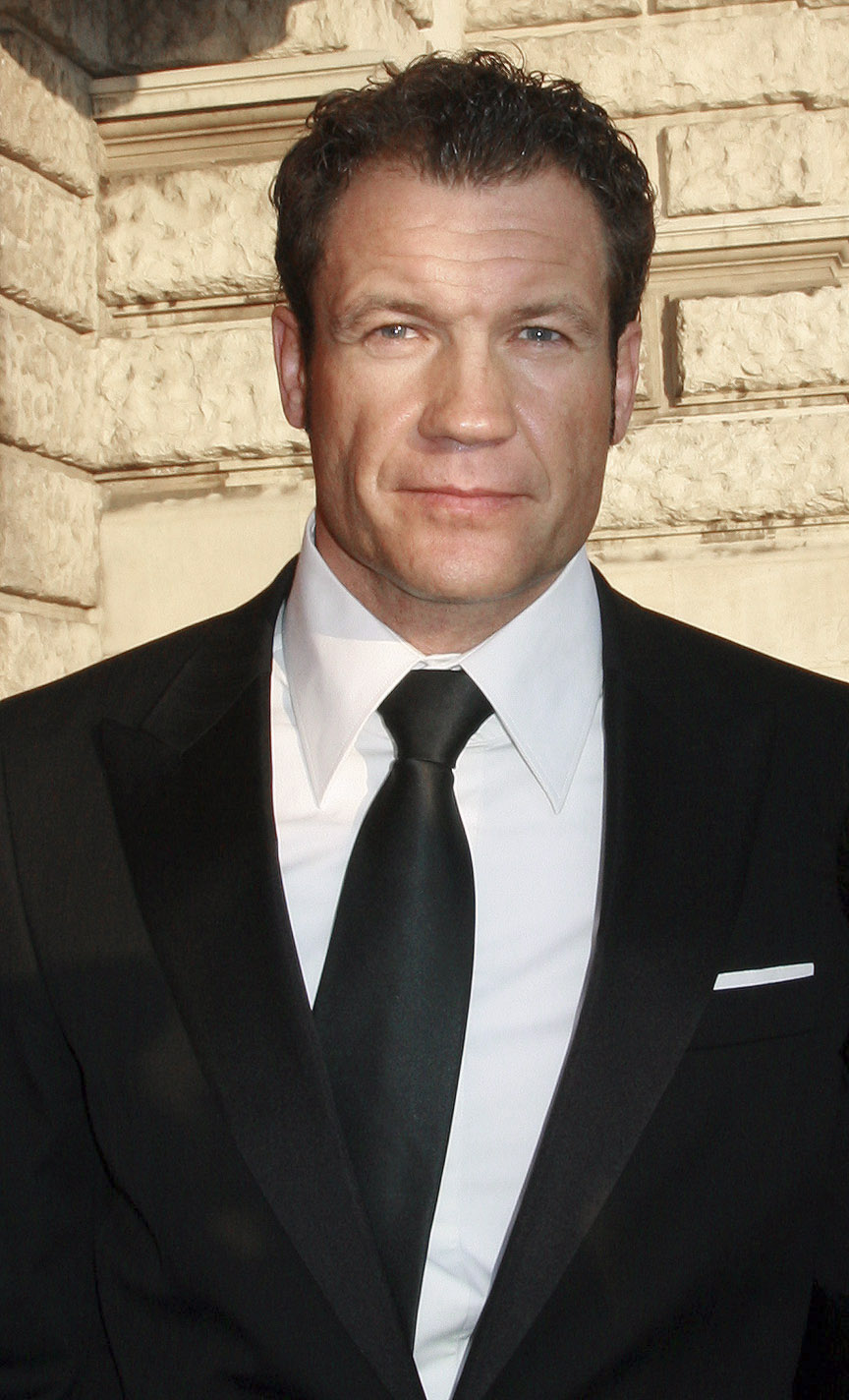
Armin Assinger (* 1964)

- 1964: Armin Assinger, österreichischer Skirennläufer und Fernsehmoderator
- 1964: Darryl Banks, US-amerikanischer Comiczeichner und -maler
- 1964: Gia Carides, australische Schauspielerin
- 1964: Sophie Carle, luxemburgische Filmschauspielerin und Sängerin
- 1964: Alex Dorow, deutscher Nachrichtenmoderator und Politiker
- 1964: Burkard Dregger, deutscher Politiker
- 1964: Michael Gnant, österreichischer Chirurg, Brustkrebsspezialist und Professor
- 1964: Andreas Kodsi, deutscher Motorsportrennfahrer
- 1964: Wolfram Kons, deutscher Journalist und Fernsehmoderator
- 1964: Luten Leinhos, deutscher Journalist
- 1964: Geir Lippestad, norwegischer Rechtsanwalt und Politiker
- 1964: János Székely, ungarischer Geistlicher
- 1965: Mick Foley, US-amerikanischer Wrestler
- 1965: Damien Hirst, britischer Künstler
- 1966: Alexandra Zazzi, schwedische Köchin und Journalistin
- 1967: Dave Navarro, US-amerikanischer Gitarrist
- 1967: Günter Singer, österreichisch-amerikanischer Filmemacher und Militärunternehmer
- 1968: Macha Grenon, kanadische Schauspielerin
- 1968: Gölä, Schweizer Rockmusiker
- 1968: Sarah Parish, britische Schauspielerin
- 1969: Álex Aguinaga, ecuadorianischer Fußballspieler
- 1969: Alina Astafei, deutsche Leichtathletin
- 1969: Stefan Lindl, deutscher Essayist und Publizist

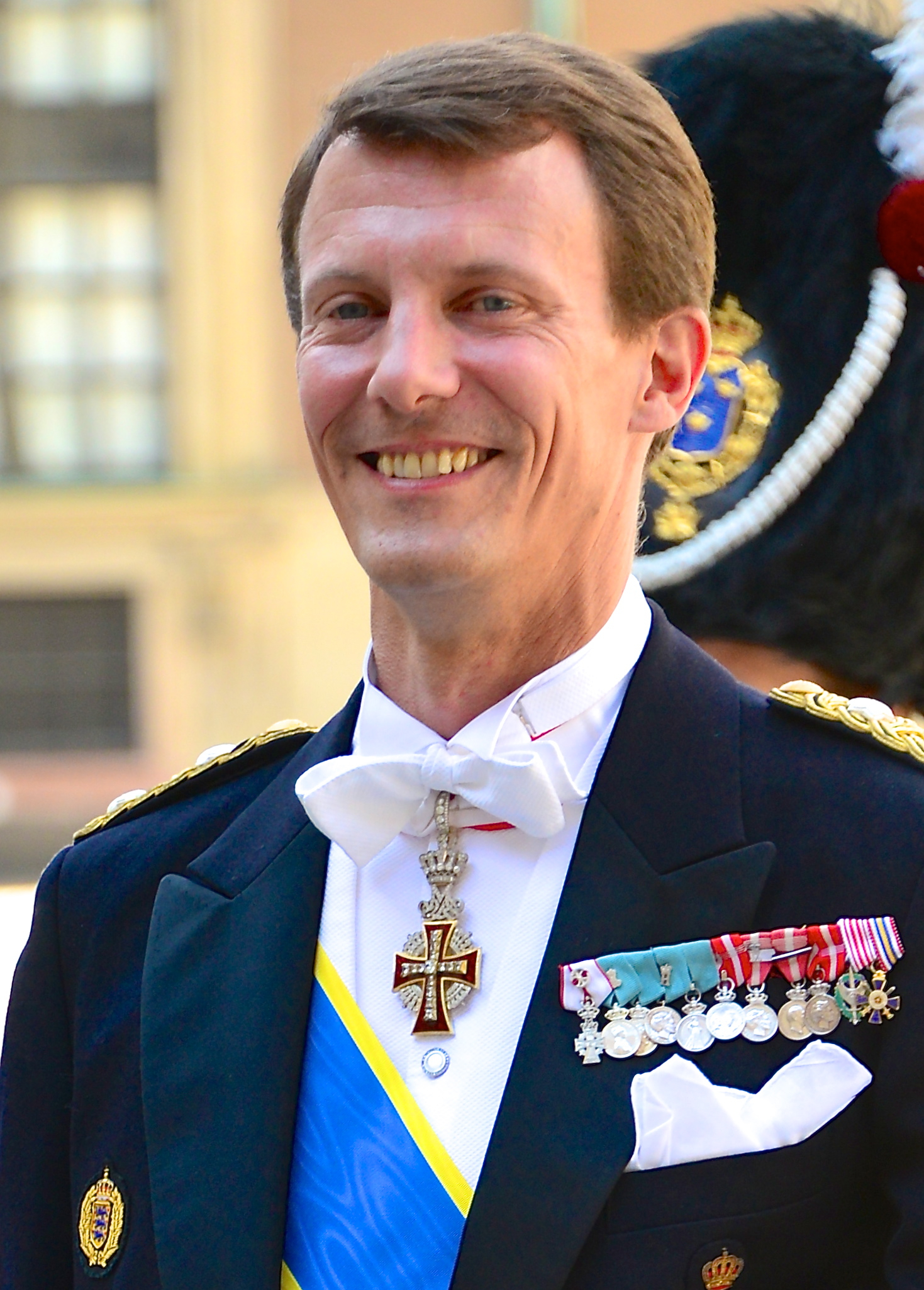
Joachim zu Dänemark (* 1969)

- 1969: Joachim zu Dänemark, dänischer Prinz
- 1970: Sven Anton, deutscher Volleyballspieler und -trainer
- 1970: Alexander Dobrindt, deutscher Politiker, MdB, Bundesminister
- 1970: Andreas Franik, deutscher Journalist
- 1970: Sascha Gluth, deutscher Schauspieler
- 1970: Magnet, norwegischer Musiker
- 1970: Mike Modano, US-amerikanischer Eishockeyspieler
- 1970: Cafu, brasilianischer Fußballspieler
- 1971: Ines Koch, österreichische Politikerin, LAbg
- 1972: Fiona Coors, deutsche Schauspielerin
- 1972: Karl Urban, neuseeländischer Schauspieler
- 1972: Natascha Pfeiffer, deutsche Schauspielerin
- 1973: Luka Omoto, deutsche Schauspielerin
- 1973: Sascha Piontek, deutscher Jurist
- 1974: Bear Grylls, britischer Abenteurer
- 1974: Mahesh Bhupathi, indischer Tennisspieler
- 1974: Giorgio Marengo, italienischer Bischof und Kardinal, Apostolischer Präfekt von Ulaanbaatar
- 1975: Cornelia Boesch, Schweizer Fernsehmoderatorin
- 1975: Allen Iverson, US-amerikanischer Basketballspieler

#### 1976–2000
- 1976: Jacqueline Akerman, kanadische Biathletin und Biathlontrainerin
- 1976: Necro, US-amerikanischer Rapper

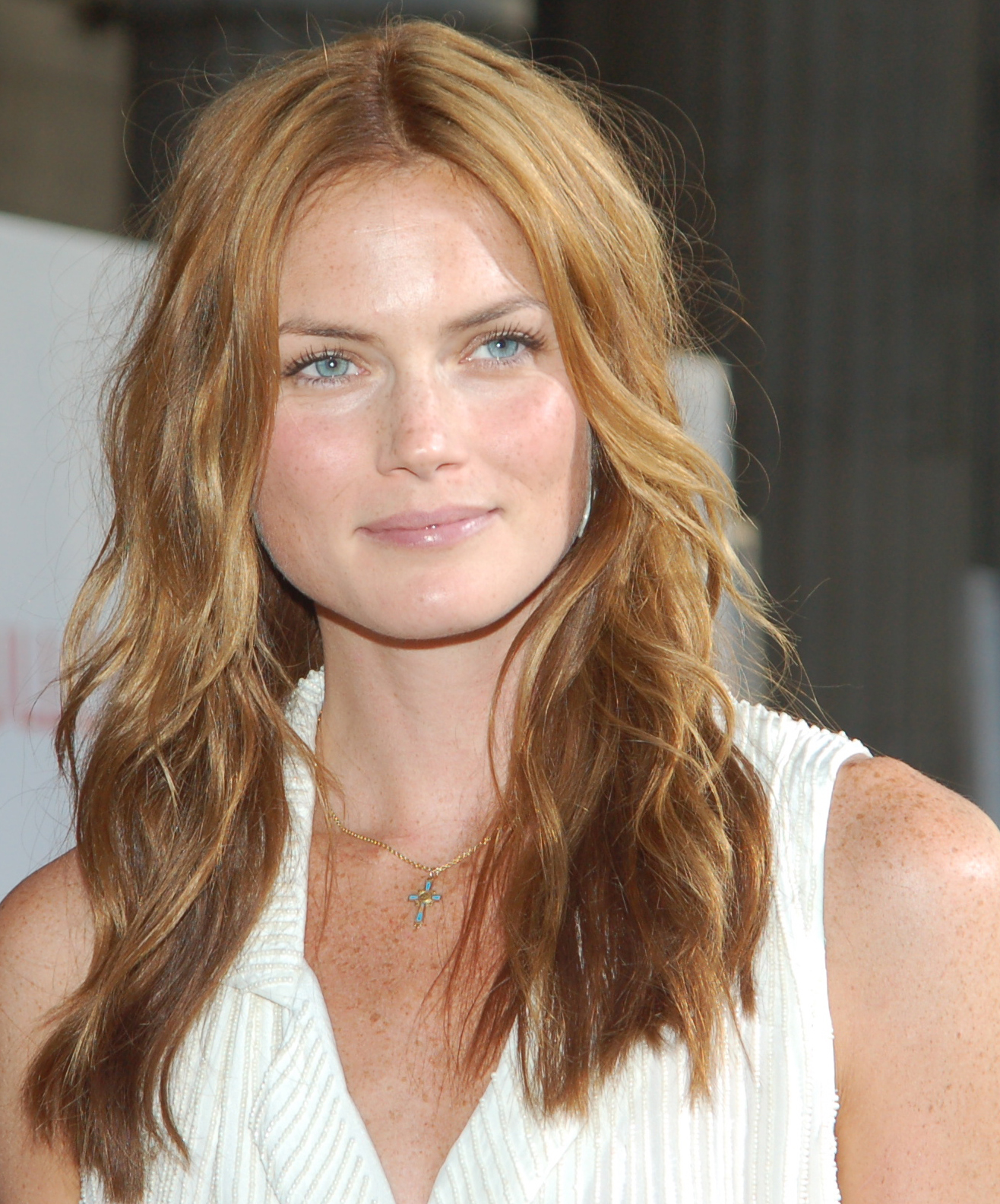
Mini Anden (* 1978)

- 1978: Mini Anden, schwedisches Model und Schauspielerin
- 1979: Wiktar Kaszjutschonak, belarussischer Eishockeyspieler
- 1979: Anna Torv, australische Schauspielerin
- 1980: Mika Anjō, japanische Badmintonspielerin
- 1981: Kerstin Dietrich, deutsche Synchronsprecherin, Schauspielerin und Sängerin
- 1981: Marco Guida, italienischer Fußballschiedsrichter

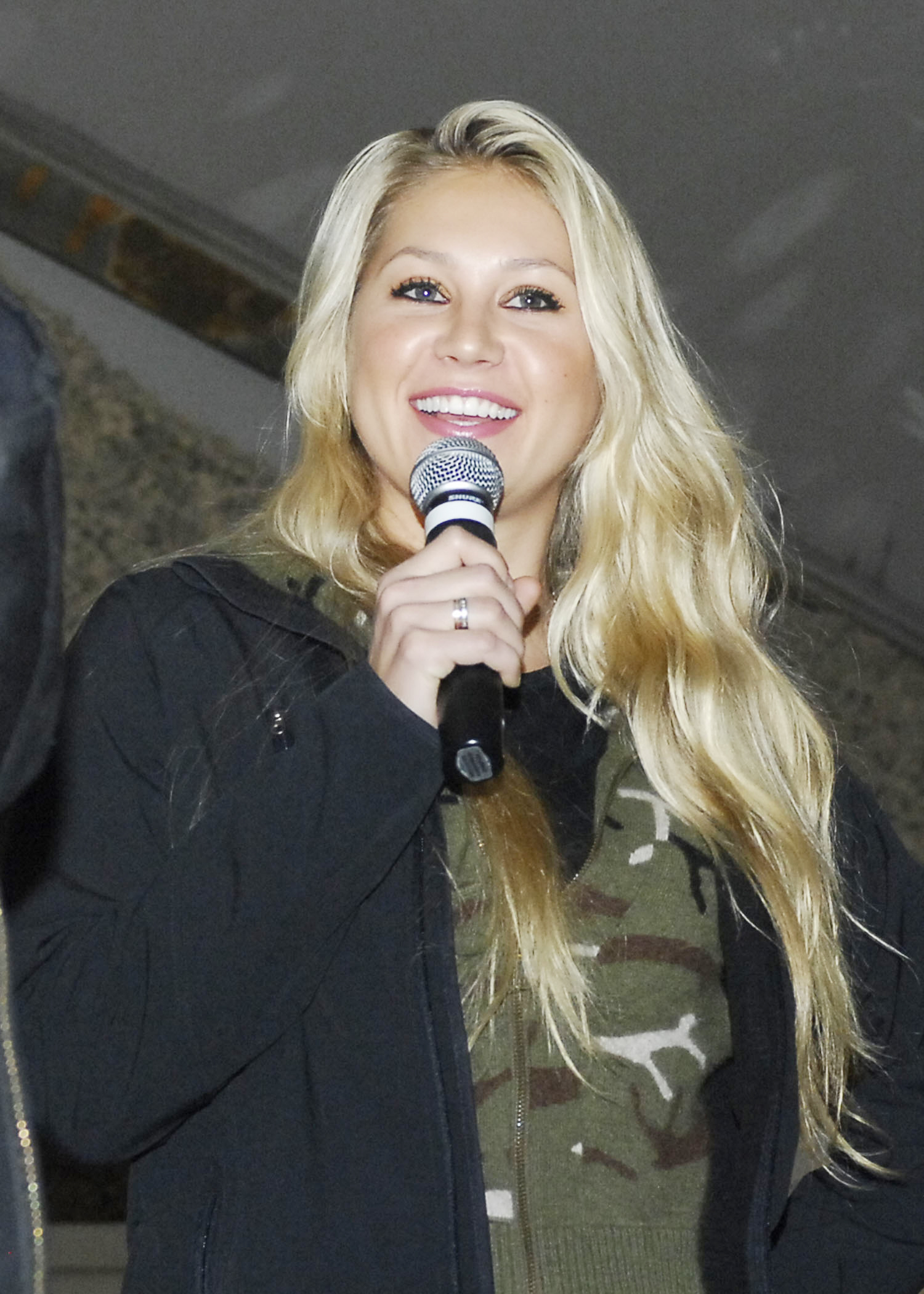
Anna Kurnikowa (* 1981)

- 1981: Anna Kournikova, russische Tennisspielerin
- 1982: Germán Lux, argentinischer Fußballspieler
- 1984: Adnan Ahmed, englisch-pakistanischer Fußballspieler
- 1985: Xavi Andorrà, andorranischer Fußballspieler
- 1985: Dejan Lekić, serbischer Fußballspieler
- 1985: Charlie Simpson, britischer Musiker
- 1986: Abbos Atoyev, usbekischer Boxer
- 1986: Goran Blažević, kroatischer Fußballspieler
- 1986: Natalja Ionowa, russische Popsängerin
- 1987: László Sepsi, rumänischer Fußballspieler
- 1988: Tobias Arwidson, schwedischer Biathlet
- 1988: Michael Cera, kanadischer Schauspieler

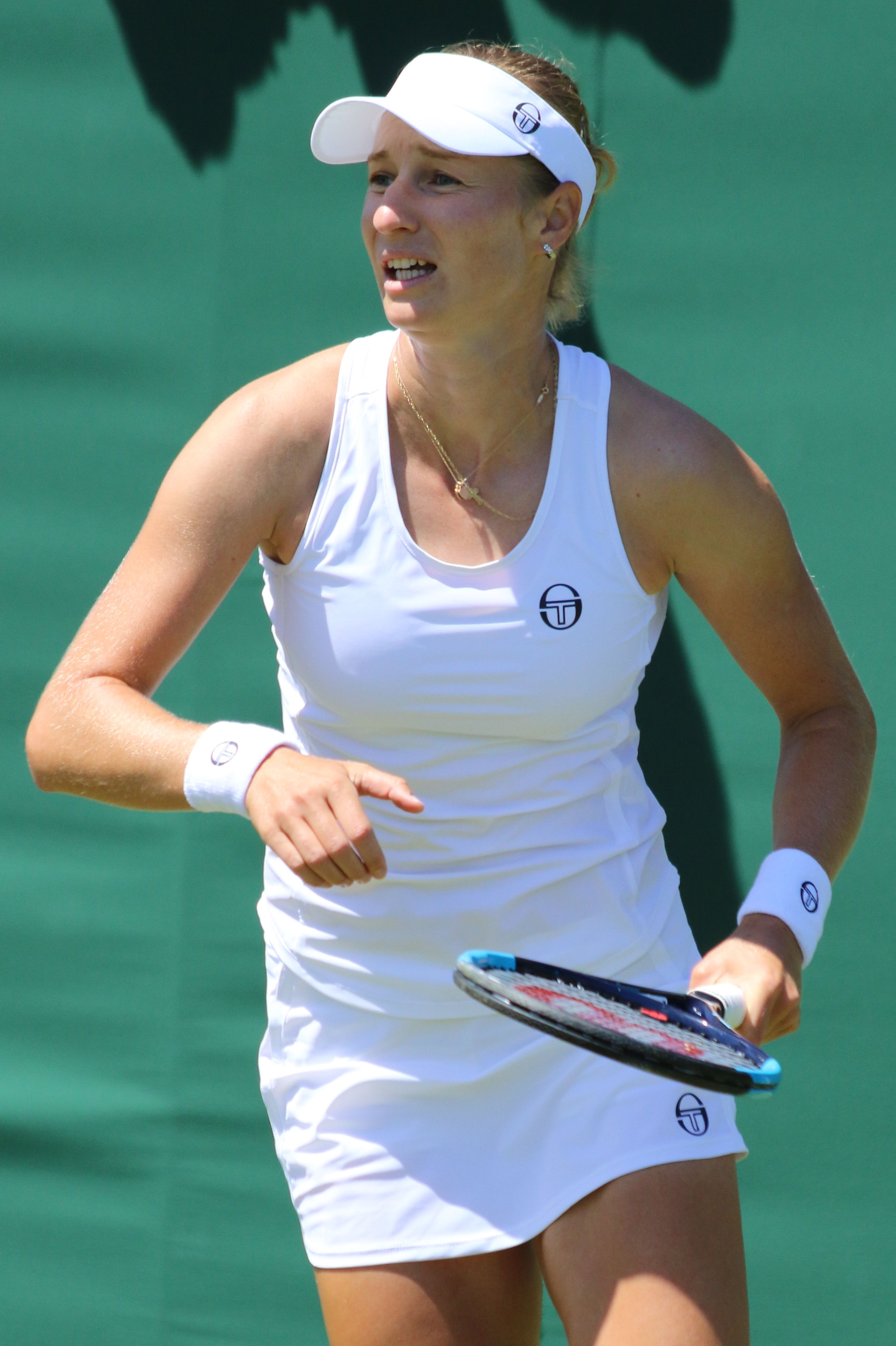
Jekaterina Makarowa (* 1988)

- 1988: Jekaterina Walerjewna Makarowa, russische Tennisspielerin
- 1989: Opoku Agyemang, ghanaischer Fußballspieler
- 1990: Iggy Azalea, australische Rapperin und Songwriterin
- 1990: Dominique Kusche, deutsche Schauspielerin
- 1990: María Laura Mederos, venezolanisches Model
- 1991: Emily Ratajkowski, US-amerikanisches Model und Schauspielerin
- 1991: Cenk Tosun, deutsch-türkischer Fußballspieler
- 1993: Emil Bernstorff, britisch-dänischer Automobilrennfahrer
- 1993: George Ezra, englischer Sänger
- 1993: Jordan Fry, US-amerikanischer Schauspieler
- 1996: Ronja Forcher, österreichische Schauspielerin und Sängerin
- 1996: Jasper Harris, britischer Kinderdarsteller
- 1998: Keanu Baccus, australisch-südafrikanischer Fußballspieler
- 1998: Cameron Devlin, australischer Fußballspieler
- 1999: Jordan Jegat, französischer Radrennfahrer

### 21. Jahrhundert

#### 2001–2025
- 2001: Andreea Mezdrea, rumänische Biathletin
- 2005: Wijaleta Bardsilouskaja, belarussische Trampolinturnerin

## Gestorben

### Vor dem 19. Jahrhundert
- 0555: Vigilius, Papst
- 0830: Erkanbert von Minden, erster Bischof in Minden
- 1048: Berno von Reichenau, Abt der Reichenau
- 1066: Gottschalk der Wende, abodritischer Fürst und Märtyrer
- 1159: Robert of Newminster, Gründer der Newminster Abbey
- 1213: Lüthold von Aarburg, Bischof von Basel
- 1232: Lorenz, Bischof von Breslau
- 1249: Wizlaw I., Fürst von Rügen
- 1283: Robert of Holy Island, Bischof von Durham
- 1296: Philippe de Beaumanoir, französischer Jurist
- 1316: Peter Angeli de Pontecorvo, Bischof von Olmütz
- 1329: Robert I., Robert the Bruce, König Schottlands
- 1334: Emich I. Graf von Nassau-Hadamar
- 1335: Ekbert von Bentheim, Vizedominus und Domherr in Münster
- 1337: Gwenllian ferch Llywelyn, Tochter des letzten Herrscher eines unabhängigen Wales
- 1337: Wilhelm III., Graf von Holland
- 1338: Giles de Badlesmere, 2. Baron Badlesmere, englischer Adeliger
- 1358: Ashikaga Takauji, japanischer Shōgun
- 1377: Konrad IV. von Maienfels, Abt des Klosters Murrhardt und Abt von Münsterschwarzach

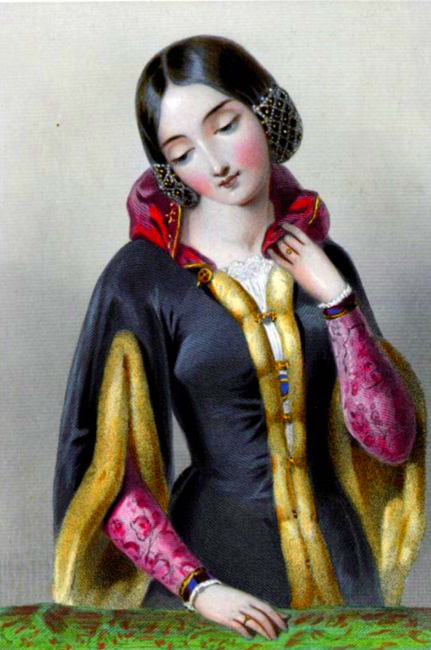
Anne von Böhmen († 1394)

- 1394: Anne von Böhmen, erste Königsgemahlin Richards II. von England
- 1396: Nikolaus von Wiesbaden, Fürstbischof von Speyer
- 1438: Barsbay, Sultan der Mamluken in Ägypten

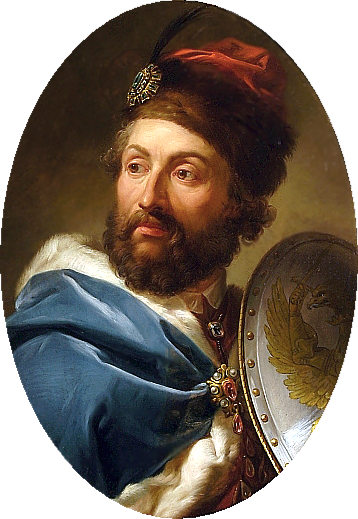
Kasimir IV. († 1492)

- 1492: Kasimir IV. Andreas, König von Polen
- 1498: Pierre von Roubaix, französischer Adeliger, Herr von Roubaix
- 1498: Anđeo Zvizdović, Franziskaner im mittelalterlichen Bosnien
- 1510: Johannes Fischer, Weihbischof in Naumburg
- 1566: Philipp Gallicius, reformierter Theologe, Kirchenlieddichter und Reformator des Engadins
- 1573: Georg Stäheli, Schweizer reformierter Geistlicher
- 1577: Daniel, Graf von Waldeck-Wildungen
- 1578: Margaretha von der Lippe, Äbtissin im Stift Freckenhorst
- 1612: Konoe Sakihisa, zwischen 1554 und 1568 Regent für zwei japanische Kaiser
- 1618: Thomas West, 3. Baron De La Warr, Gouverneur der englischen Kolonie Virginia
- 1621: Martin Fruwein, einer der aktivsten Teilnehmer des böhmischen Aufstandes
- 1632: Lavinia della Rovere, Prinzessin von Urbino
- 1639: Antonio de Oquendo, spanischer Admiral
- 1651: Nikolaus Georg Reigersberg, Kurmainzischer Kanzler und Stadtschultheiß in Aschaffenburg
- 1653: Ludwig Jungermann, deutscher Botaniker und Arzt
- 1660: Georg II. Rákóczi, Fürst von Siebenbürgen
- 1663: Jobst Christoph Kreß von Kressenstein, Gesandter der Stadt Nürnberg beim Westfälischen Friedenskongress
- 1673: Eugen Moritz von Savoyen-Carignan, Graf von Soissons und französischer General
- 1689: Catherine Bellier, französische Kammerfrau und Mätresse
- 1697: John Aubrey, britischer Altertumsforscher
- 1701: Ferdinand Wilhelm, Herzog von Württemberg, deutscher Heerführer und Generalfeldmarschall
- 1711: Andreas Ingolstetter, deutscher Kaufmann und Kirchenlieddichter
- 1738: Antoine Crozat, marquis du Châtel, französischer Steuereinnehmer, Finanzmann, Unternehmer und Grundbesitzer, Gründer der Kolonie Louisiana

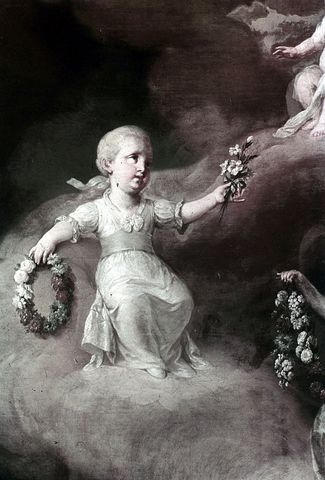
Maria Elisabeth von Österreich († 1740)

- 1740: Maria Elisabeth von Österreich, habsburgische Prinzessin
- 1740: Alexander Spotswood, britischer Politiker
- 1754: Nicolai Eigtved, dänischer Hofbaumeister, Architekt und Innenarchitekt
- 1764: Sophie Karoline von Brandenburg-Kulmbach, Fürstin von Ostfriesland
- 1766: Paul von Colindres, spanischer Kapuziner und Generalminister (Generaloberer) des Gesamtordens
- 1771: Florian Bahr, deutscher Jesuit und China-Missionar
- 1778: Johann Georg Zechner, österreichischer Organist und Komponist
- 1789: Václav Jan Kopřiva, tschechischer Organist, Kantor, Komponist und Musikpädagoge
- 1799: Barbara Campanini, italienische Balletttänzerin
- 1799: Friedrich Wilhelm Kulenkamp, deutscher Jurist

### 19. Jahrhundert
- 1808: Johann Jacob Schramm, deutscher Orgelbauer
- 1821: Louis Claude Marie Richard, französischer Botaniker
- 1825: Karl Gottlob Hausius, deutscher evangelischer Geistlicher und Schriftsteller

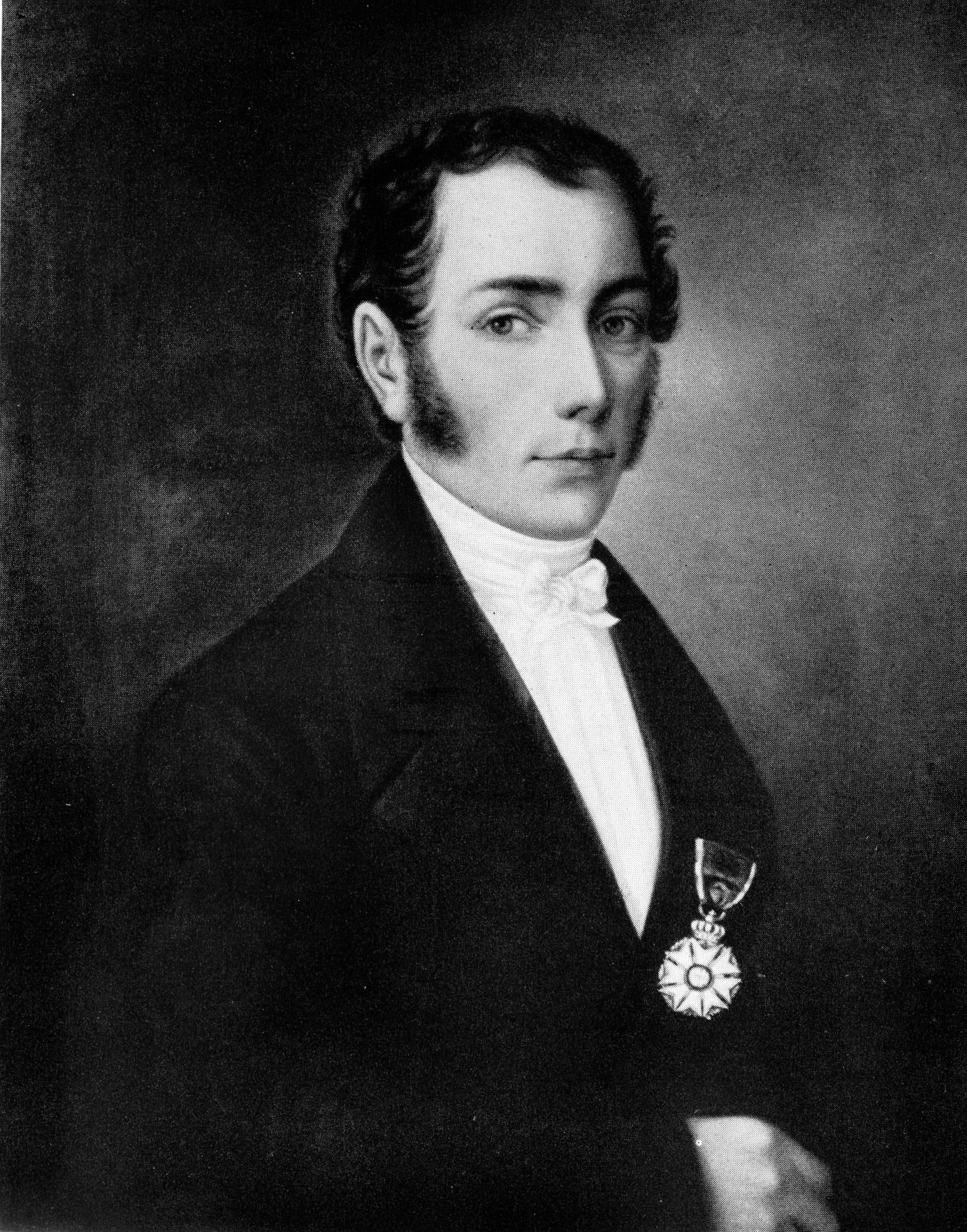
Joseph von Fraunhofer († 1826)

- 1826: Joseph von Fraunhofer, deutscher Optiker und Physiker, Begründer des wissenschaftlichen Fernrohrbaus, Namensgeber der Fraunhofer-Gesellschaft
- 1837: Gotthilf August von Maltitz, deutscher Schriftsteller
- 1837: Johannes Wilhelmus Timpe, deutsch-niederländischer Orgelbauer
- 1838: Laure-Adelaide Abrantès, französische Schriftstellerin
- 1840: Jean Baptiste Noël Bouchotte, französischer Politiker und General
- 1840: Emanuel von Bretfeld zu Kronenburg, böhmischer Offizier
- 1840: Friedrich Wilhelm III., König von Preußen
- 1840: Gottlieb Ernst August Mehmel, deutscher Philosoph
- 1842: James Barbour, US-amerikanischer Rechtsanwalt und Politiker, Senator, Gouverneur von Virginia, US-Kriegsminister

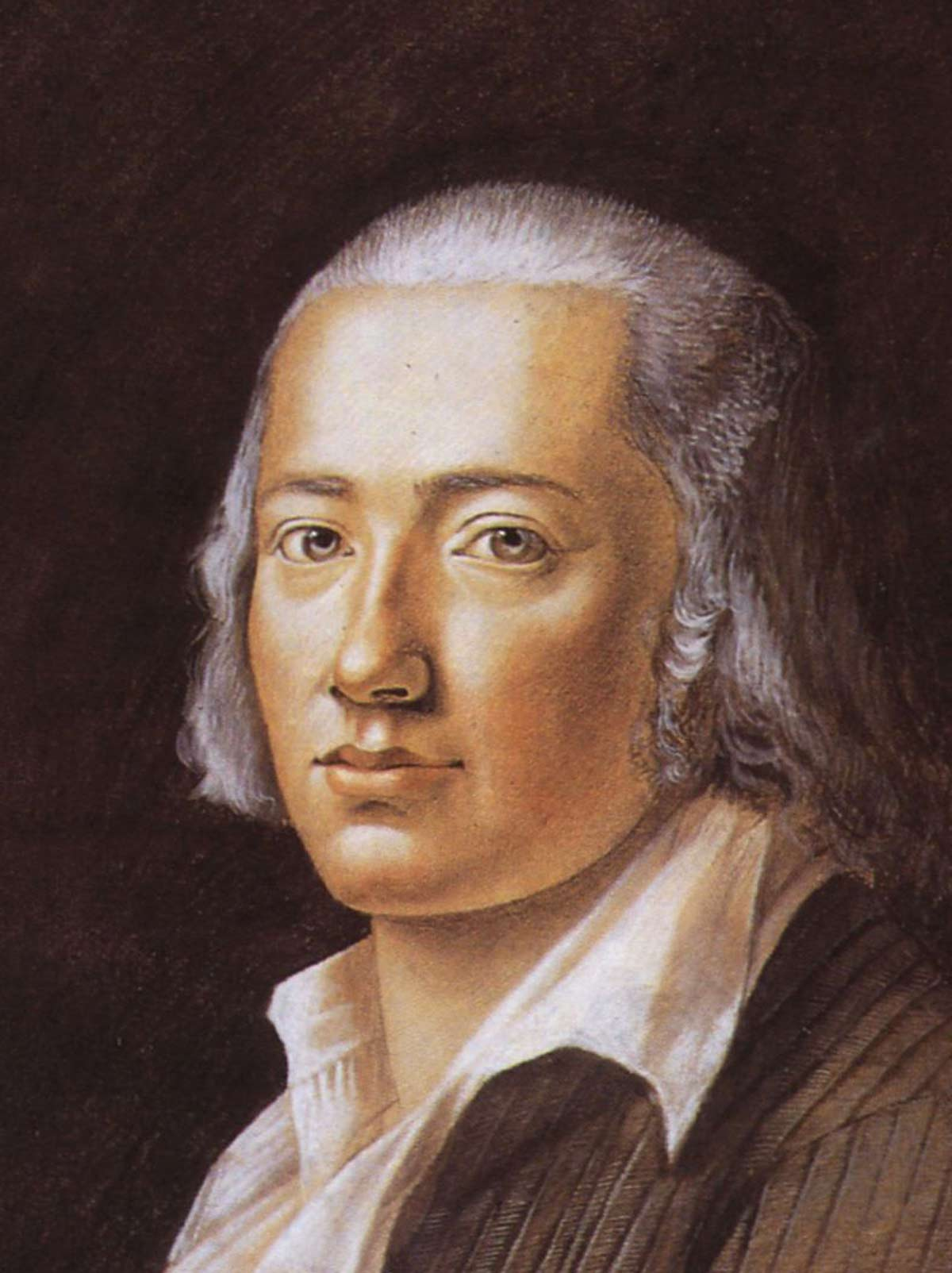
Friedrich Hölderlin († 1843)

- 1843: Friedrich Hölderlin, deutscher Dichter und Lyriker, Hauslehrer und Bibliothekar
- 1848: Heinrich Braendlin, Schweizer Politiker und Kaufmann
- 1854: Charles Baudin, französischer Admiral
- 1863: Franz Xaver Gruber, österreichischer Komponist (Stille Nacht, heilige Nacht)
- 1871: Immanuel Bekker, deutscher Altphilologe
- 1876: Josephine von Leuchtenberg, Königin von Schweden
- 1879: Siegfried Kapper, tschechischer Schriftsteller, Übersetzer und Arzt jüdischer Herkunft
- 1881: Marie-Gabriel-Augustin Savard, französischer Musikpädagoge und Komponist
- 1886: Richard March Hoe, US-amerikanischer Erfinder der Rotationsdruckmaschine
- 1888: Edmond Lebœuf, französischer General, Marschall von Frankreich
- 1889: Maria Theresia de Soubiran, Ordensgründerin und Selige der römisch-katholischen Kirche
- 1893: Edwin Booth, US-amerikanischer Schauspieler
- 1894: Hermann Grüneberg, deutscher Erfinder und Unternehmer
- 1894: Mulai al-Hassan I., Sultan der Alawiden in Marokko
- 1894: Rodman M. Price, US-amerikanischer Politiker
- 1899: Heinrich Christian Horn, deutscher Unternehmer

### 20. Jahrhundert

#### 1901–1950
- 1904: Otto von Heinemann, deutscher Bibliothekar und Historiker

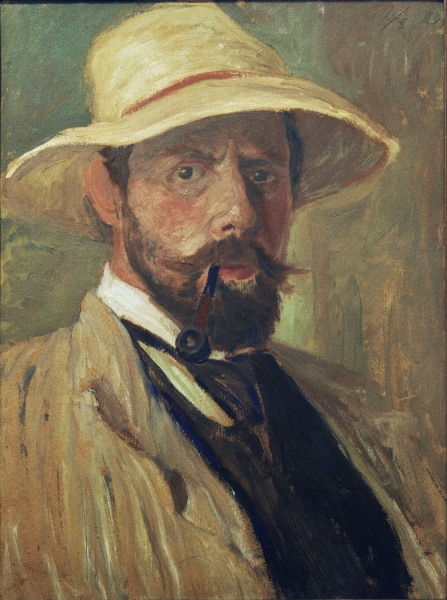
Fritz Overbeck († 1909)

- 1909: Fritz Overbeck, deutscher Maler
- 1909: José Salomé Pina, mexikanischer Maler
- 1920: Louis Debierre, französischer Orgelbauer
- 1924: Ernst von Raben, deutscher Offizier
- 1926: Nikolos Tschcheidse, georgischer Politiker, Präsident der Nationalversammlung
- 1927: Archie Birkin, britischer Motorradrennfahrer
- 1929: Clemens Denhardt, deutscher Afrikaforscher
- 1932: Emil Paur, österreichischer Dirigent und Komponist
- 1933: Ludwig Ihmels, evangelisch-lutherischer Theologe, Landesbischof von Sachsen
- 1934: Nicanor González Méndez, chilenischer Maler

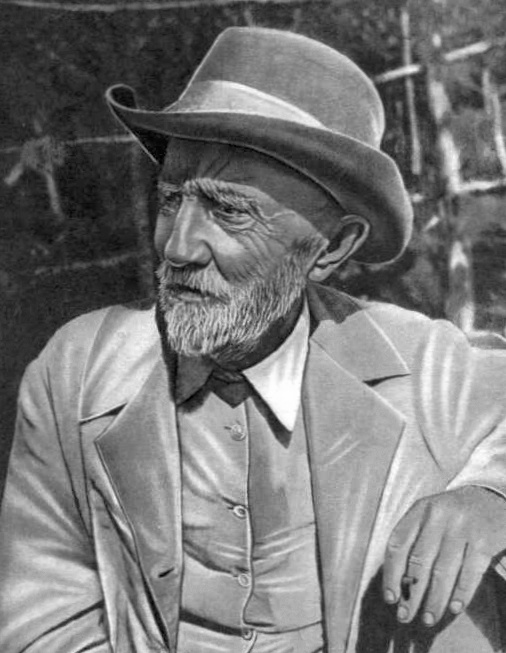
Iwan Mitschurin († 1935)

- 1935: Iwan Wladimirowitsch Mitschurin, russischer Botaniker und Pflanzenzüchter
- 1935: Carl Pauen, deutscher Moderner Fünfkämpfer
- 1935: Heinrich Welsch, deutscher Lehrer
- 1937: Jean Harlow, US-amerikanische Schauspielerin
- 1937: Hugo Röhr, deutscher Komponist
- 1939: August Kirstein, österreichischer Architekt
- 1945: Mile Budak, kroatischer Schriftsteller, Publizist, Politiker und Diplomat, Kriegsverbrecher
- 1946ː Elsa Bruckmann, Münchner Salonnière, Gönnerin Adolf Hitlers
- 1946: Ted Mellors, britischer Motorradrennfahrer
- 1947: Katharina Kippenberg, deutsche Mitarbeiterin und Leiterin des Insel Verlags
- 1948: Georges Hüe, französischer Komponist

#### 1951–2000

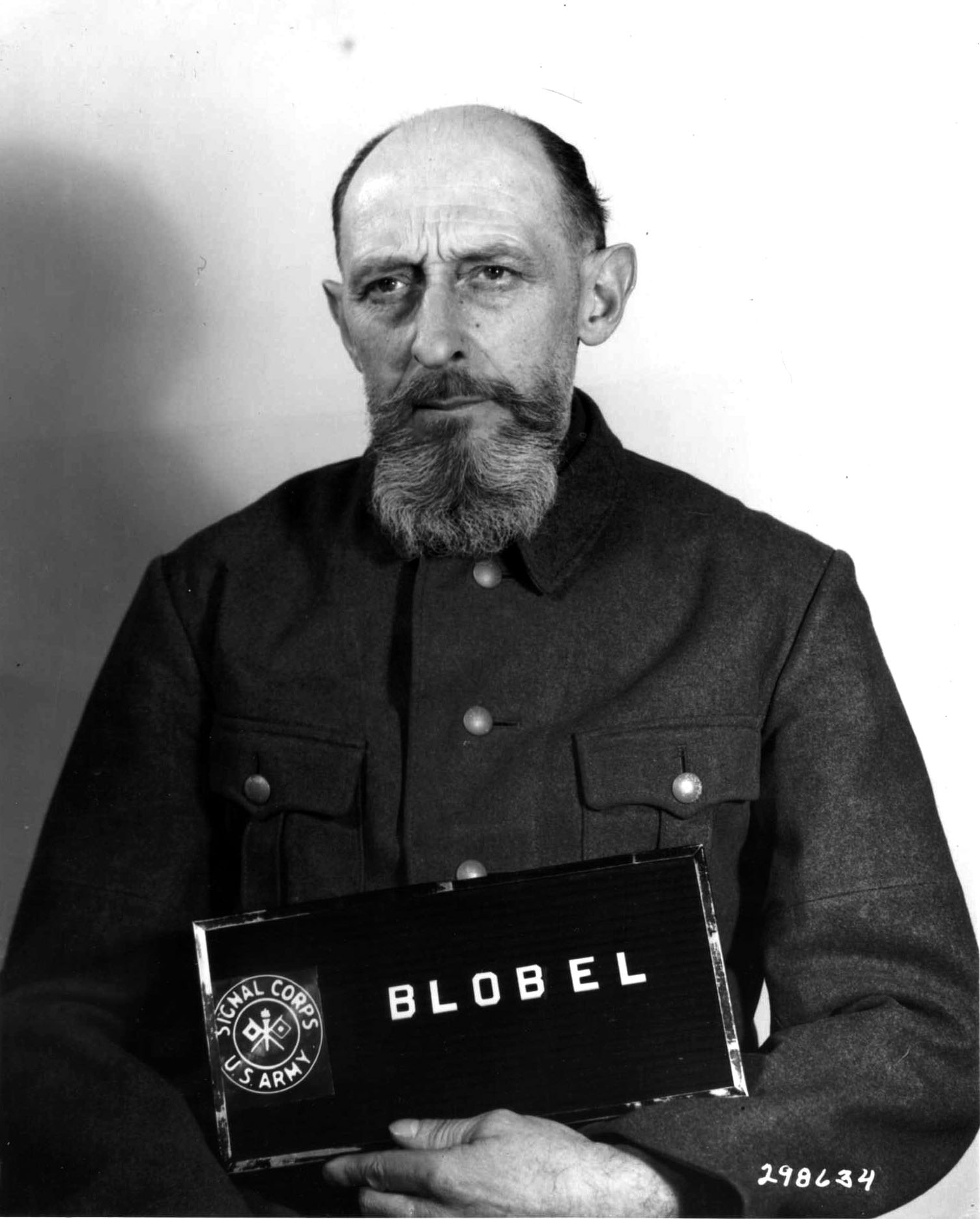
Paul Blobel († 1951)

- 1951: Paul Blobel, deutscher Architekt und SS-Offizier, Führer von Sonderkommandos und Einsatzgruppen, Kriegsverbrecher
- 1951: Werner Braune, deutscher Jurist und SS-Offizier, Anführer eines Sonderkommandos, Kriegsverbrecher
- 1951: Erich Naumann, deutscher General der SS und Polizei, Einsatzgruppenführer, Kriegsverbrecher
- 1951: Oswald Pohl, deutscher General der SS und Waffen-SS, Leiter des SS-Wirtschafts- und Verwaltungshauptamtes, Täter des Holocaust, Kriegsverbrecher
- 1951: Otto Ohlendorf, deutscher General der SS und Polizei, Einsatzgruppenführer, Amtschef im Reichssicherheitshauptamt, Kriegsverbrecher
- 1951: Georg Schallermair, deutscher Betonbauer und SS-Angehöriger, Rapportführer in einem Außenlager des KZ Dachau, Kriegsverbrecher
- 1951: Hans-Theodor Schmidt, deutscher Kaufmann und SS-Offizier, Adjutant des Lagerkommandanten des KZ Buchenwald, Kriegsverbrecher
- 1953: Pierre Boncompagni, französischer Automobilrennfahrer
- 1953: Harry Puddicombe, kanadischer Musikpädagoge und Komponist
- 1954: Alan Turing, britischer Mathematiker und Kryptoanalytiker
- 1956: Julien Benda, französischer Philosoph und Schriftsteller
- 1958: Walter Freitag, deutscher Politiker und Gewerkschaftsfunktionär
- 1964: Meade Lux Lewis, US-amerikanischer Musiker
- 1965: Richard Billinger, österreichischer Schriftsteller
- 1966: Hans Arp, deutsch-französischer Maler, Bildhauer und Dichter

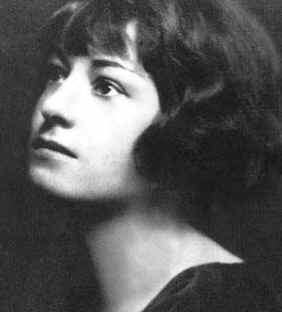
Dorothy Parker († 1967)

- 1967: Dorothy Parker, US-amerikanische Schriftstellerin
- 1968: Paul Arendt, deutscher Ingenieur
- 1968: Dan Duryea, US-amerikanischer Schauspieler
- 1970: E. M. Forster, britischer Erzähler
- 1970: Franz Huth, deutscher Pastellmaler
- 1970: Ida Kerkovius, deutsche Malerin und Bildteppichweberin
- 1972: Kurt Müller, deutscher Archäologe
- 1973: Hermann Arnold, deutscher Unternehmer
- 1973: Christine Lavant, österreichische Künstlerin, Schriftstellerin und Lyrikerin
- 1976: Eckart Friedrichson, deutscher Schauspieler
- 1976: Bobby Hackett, US-amerikanischer weißer Jazz-Musiker
- 1976: Charles Moran, US-amerikanischer Unternehmer und Automobilrennfahrer
- 1978: Ronald George Wreyford Norrish, britischer Chemiker, Nobelpreisträger
- 1980: Philip Guston, US-amerikanischer Maler
- 1980: Henry Miller, US-amerikanischer Schriftsteller
- 1983: Daniele Amfitheatrof, russisch-US-amerikanischer Komponist, Orchesterleiter und Filmkomponist
- 1983: Daniel Casriel, US-amerikanischer Arzt, Psychiater und Psychoanalytiker
- 1983: Josef Rösing, deutscher Politiker, MdB
- 1984: Rudolf Stahl, deutscher Feldhandballspieler
- 1985: Georgia Hale, US-amerikanische Schauspielerin

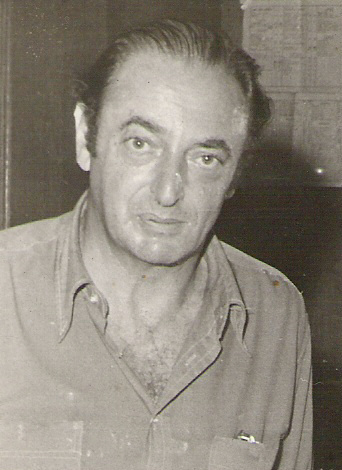
Humberto Costantini († 1987)

- 1987: Humberto Costantini, argentinischer Schriftsteller
- 1987: Clara Döhring, deutsche Politikerin, MdB
- 1989: Chico Landi, brasilianischer Automobilrennfahrer
- 1990: Werner Wachsmuth, deutscher Chirurg, Sanitätsoffizier und Hochschullehrer
- 1991: Rafael Colón, dominikanischer Sänger und Komponist
- 1991: Lotte Meyer, deutsche Schauspielerin
- 1993: Dražen Petrović, kroatischer Basketballspieler
- 1994: Boutros Raï, syrischer Erzbischof im Libanon
- 1995: Herman Branson, US-amerikanischer Physiker und Chemiker
- 1995: Josef Brinkhues, Bischof der Alt-Katholischen Kirche in Deutschland
- 1996: Ulrich Koch, deutscher Bratschist
- 1996: Askold Murow, russisch-sowjetischer Komponist
- 1996: Friedrich von Stülpnagel, deutscher Leichtathlet
- 1999: Paul Oskar Kristeller, deutscher Humanismusforscher

### 21. Jahrhundert

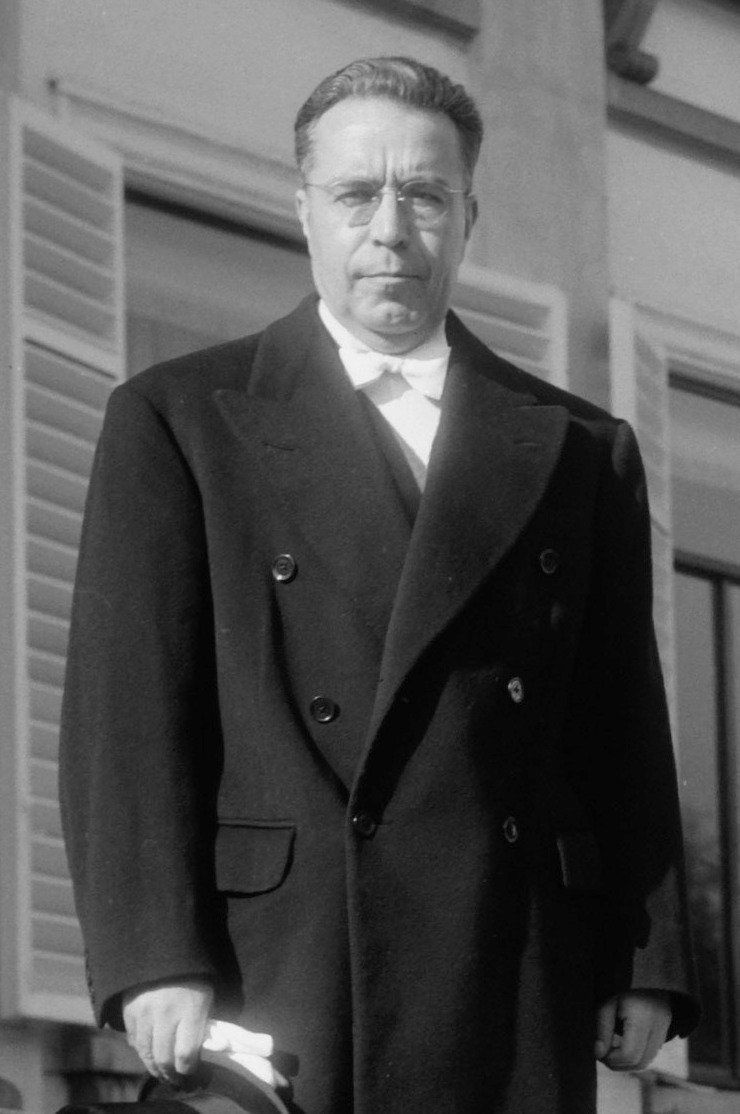
Víctor Paz Estenssoro († 2001)

- 2001: Víctor Paz Estenssoro, bolivianischer Politiker, Staatspräsident
- 2003: Héctor Cabrera, venezolanischer Sänger und Schauspieler
- 2003: Georges Christoffel Maria Evers, niederländischer Pflegewissenschaftler
- 2003: Carsten Kühlmorgen, deutscher Bundeswehrsoldat und letzter DDR-Schwimm-Meister über 200 Meter Schmetterling
- 2004: Roger Matton, kanadischer Komponist und Musikethnologe
- 2005: Ulrich Briefs, deutscher Volkswirt und Politiker, MdB
- 2006: Hans Georg Anniès, deutscher Druckgraphiker und Bildhauer
- 2006: Abū Musʿab az-Zarqāwī, jordanischer islamistischer Extremist und al-Qaida Terrorist
- 2007: Michael Hamburger, deutsch-britischer Lyriker, Essayist und Übersetzer
- 2008: Wolfgang R. Kubizek, österreichischer Komponist
- 2008: Jim McKay, US-amerikanischer Sportreporter
- 2008: Josef Minsch, Schweizer Skirennfahrer

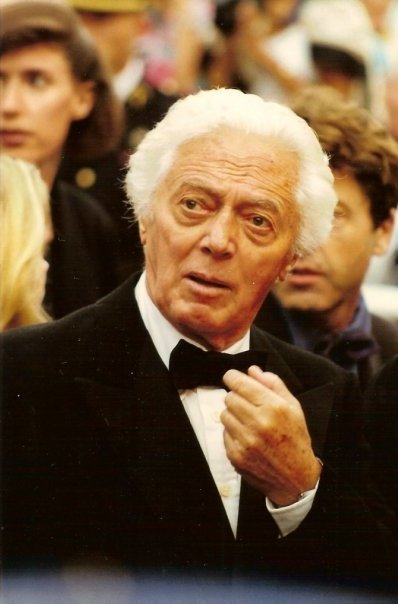
Dino Risi († 2008)

- 2008: Dino Risi, italienischer Filmregisseur und Drehbuchautor
- 2008: Horst Skoff, österreichischer Profi-Tennisspieler
- 2011: Jorge Semprún, spanischer Schriftsteller
- 2012: Phillip Tobias, südafrikanischer Paläoanthropologe und Autor
- 2012: Bob Welch, US-amerikanischer Musiker
- 2013: Max Daunderer, deutscher Mediziner
- 2013: Pierre Mauroy, französischer Politiker
- 2014: Alan Douglas, US-amerikanischer Musikproduzent
- 2014: Ida Schöpfer, Schweizer Skirennläuferin
- 2015: Roger Asmussen, deutscher Politiker, MdL, Landesminister

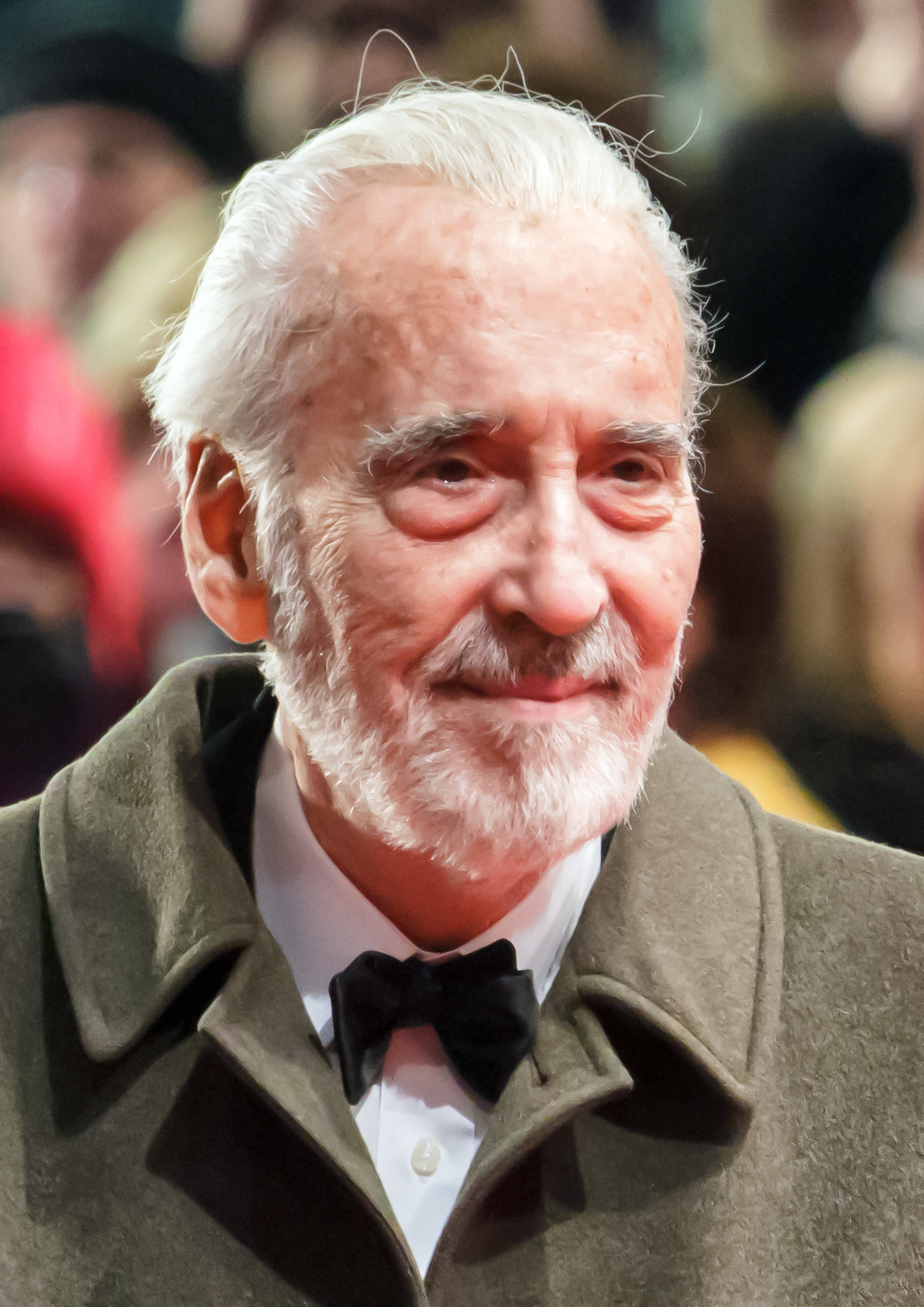
Christopher Lee († 2015)

- 2015: Christopher Lee, britischer Schauspieler und Sänger
- 2016: Harald Wagner, deutscher Theologe
- 2016: Rod Zimmer, kanadischer Politiker und Manager
- 2017: Angela Hartley Brodie, US-amerikanische Pharmakologin
- 2017: Iris Fischlmayr, österreichische Wirtschaftswissenschaftlerin
- 2018: Martin Polke, deutscher Industrie-Physiker
- 2018: Stefan Weber, österreichischer Musiker
- 2019: Reto Gloor, Schweizer Comiczeichner
- 2019: Max Rüedi, Schweizer Kunstmaler
- 2020: Manfred Andrae, deutscher Schauspieler, Synchronsprecher und Dokumentarfilmer

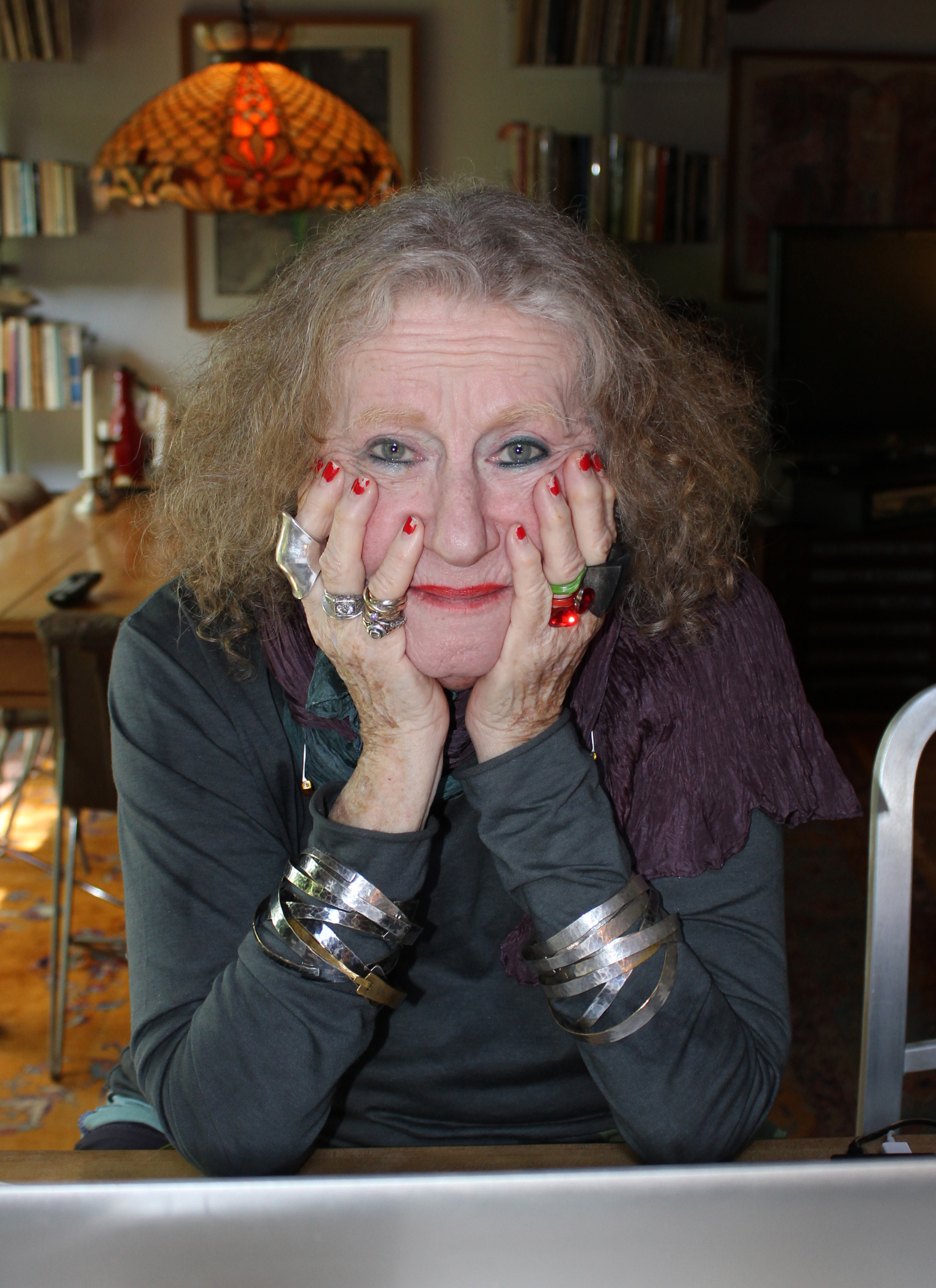
Lisl Steiner († 2023)

- 2020: Anton Bucheli, Schweizer Fußballschiedsrichter
- 2020: Bettina Heinen-Ayech, deutsche Malerin
- 2021: Renato Iturrate, chilenischer Radrennfahrer
- 2021: Ali Akbar Mohtaschami, iranisch-schiitischer Kleriker, Gründer der Hisbollah
- 2021: Horst Pillau, deutscher Dramatiker, Romancier, Hörspiel- und Drehbuchautor
- 2021: Norbert Thines, deutscher Fußballfunktionär
- 2022: Zain-ud-Din bin Abdul Wahab, malaysischer Leichtathlet
- 2022: Klaus Eickhoff, evangelischer Theologe und Evangelist
- 2022: Johannes Gabriel, deutscher Schauspieler
- 2022: Wilfred Vias, malaysischer Hockeyspieler
- 2023: Aud Inger Aure, norwegische Politikerin, Justizministerin
- 2023: The Iron Sheik, iranischer Wrestler
- 2023: Lisl Steiner, österreichisch-amerikanische Fotografin, Fotojournalistin und Zeichnerin
- 2024: Rose Marie, nordirische Sängerin und Schauspielerin
- 2025ː Ghazala Azmat, Ökonomin und Hochschullehrerin
- 2025ː Julia Dingwort-Nusseck, deutsche Wirtschaftsjournalistin, erste Präsidentin der Landeszentralbank Niedersachsen

## Feier- und Gedenktage
- Kirchliche Gedenktage
  - Ludwig Ihmels, deutscher Bischof (evangelisch)
  - Seattle (Häuptling), amerikanischer Ureinwohner (evangelisch: ELCA)
- Namenstage
  - Robert

Weitere Einträge enthält die Liste von Gedenk- und Aktionstagen.